# Spoorzone (Delft)
De Spoorzone is een gebied ter grootte van zo'n 24 tot 30 hectare in het midden van de Nederlandse stad Delft, gelegen op en rond het vroegere bovengrondse spoorwegtracé dat de stad van noord naar zuid doorkruiste. Het spoorzonegebied is sinds de jaren 1990 onderwerp van een stedenbouwkundig plan om het gehele spoor ondergronds te brengen, en vervolgens het bovengrondse gebied volledig op te knappen.
Na een eerste financiële toezegging in 1998 vanuit het Rijk voor de aanleg van een nieuwe spoortunnel, werd in 2003 een Masterplan opgesteld voor de inrichting van het gebied. De aanleg van de ondergrondse spoortunnel vond plaats tussen 2009 en 2015. De eerste bovengrondse bebouwing werd opgeleverd in 2014. De bovengrondse bebouwing is anno 2023 nog in volle gang. 

## Ligging
De spoorzone ligt op een centrale plek binnen de stadsgrenzen van Delft. Ten noorden ervan komt de spoorweg vanuit Den Haag de stad Delft binnen. Sinds 2015 loopt de spoorweg vervolgens ondergronds de Willem van Oranjetunnel in. Zo’n 2,3 kilometer naar het zuiden komt het spoor weer bovengronds en vervolgt het zijn route richting Rotterdam.
Het noordelijke deel van de zone is een brede boulevard, met aan weerszijden bebouwing, waaronder een viertal rijksmonumenten en verschillende gemeentelijke monumenten. Over de gehele lengte van deze boulevard bevond zich tot 2015 een betonnen spoorviaduct. 
Het middelste deel ligt op de plek waar zich tot 2009 de stationsbuurt bevond. Het gebied loopt vanaf het noorden taps uit, en ligt ingeklemd tussen het historische stadscentrum en de negentiende-eeuwse bebouwing van het Westerkwartier. Hier bevinden zich onder meer het stadskantoor annex stationsgebouw en het stationsplein. 
Het zuidelijk deel bevindt zich grotendeels op de plek van het voormalige rangeerterrein. Het grenst in het westen aan de wijk Voorhof, een wijk uit de jaren 1960 met een grote hoeveelheid hoogbouw, en in het oosten aan de buurt Delftzicht, een wijk van rond de eeuwwisseling, met zowel appartementenblokken als  eengezinswoningen.

## Straten en buurten

### Phoenixstraat en Spoorsingel

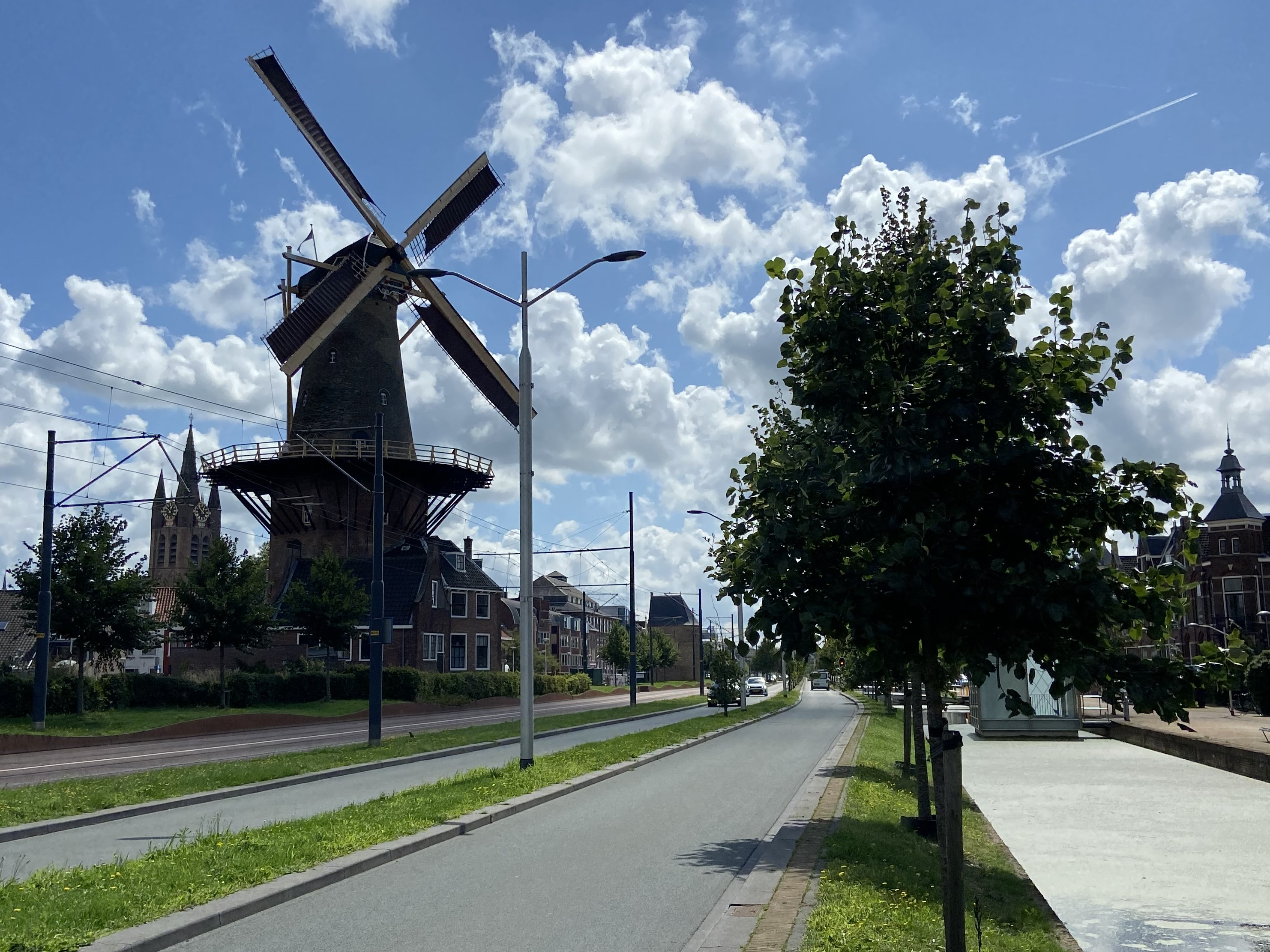
Van links naar rechts molen "De Roos", Phoenixstraat, Spoorsingelgracht en de Spoorsingel (2023)

De Phoenixstraat en de Spoorsingel (die vóór de aanleg van de spoorlijn in 1847 nog gewoon Singel heette) vormen samen de bebouwing aan de oost- en westkant van een brede boulevard, die loopt vanuit het noorden van de stad tot aan het Bolwerk. Van west naar oost bevat de boulevard een ventweg, een gracht, twee rijbanen in tegengestelde richting, een trambaan en een fiets- en wandelpromenade. 
Langs de boulevard bevinden zich meerdere gemeentelijke monumenten, zowel aan de kant van de Phoenixstraat (Centrum-West) als aan de Spoorsingel (Hof van Delft). Ook staan er enkele rijksmonumenten, waarvan molen "De Roos" en de Bagijnetoren het meest in het oog springen.
Onder het maaiveld liggen beide tunnelbuizen van de spoortunnel, en de langgerekte Prinsenhofgarage, vernoemd naar het nabijgelegen Prinsenhof. De garage is bedoeld voor bezoekers van het stadscentrum en de bewoners van de wijk Hof van Delft en heeft 650 parkeerplekken. De garage werd gebouwd tussen 2015 en 2018, en op 5 maart 2018 geopend.
Bovenop de parkeergarage ligt sinds 2017 de Spoorsingelgracht. De gracht is geïnspireerd op de vroegere stadsgracht die ongeveer op dezelfde plek lag, maar heeft een bescheidener breedte, is niet bevaarbaar en loopt aan de noordkant dood.

### In en om het station

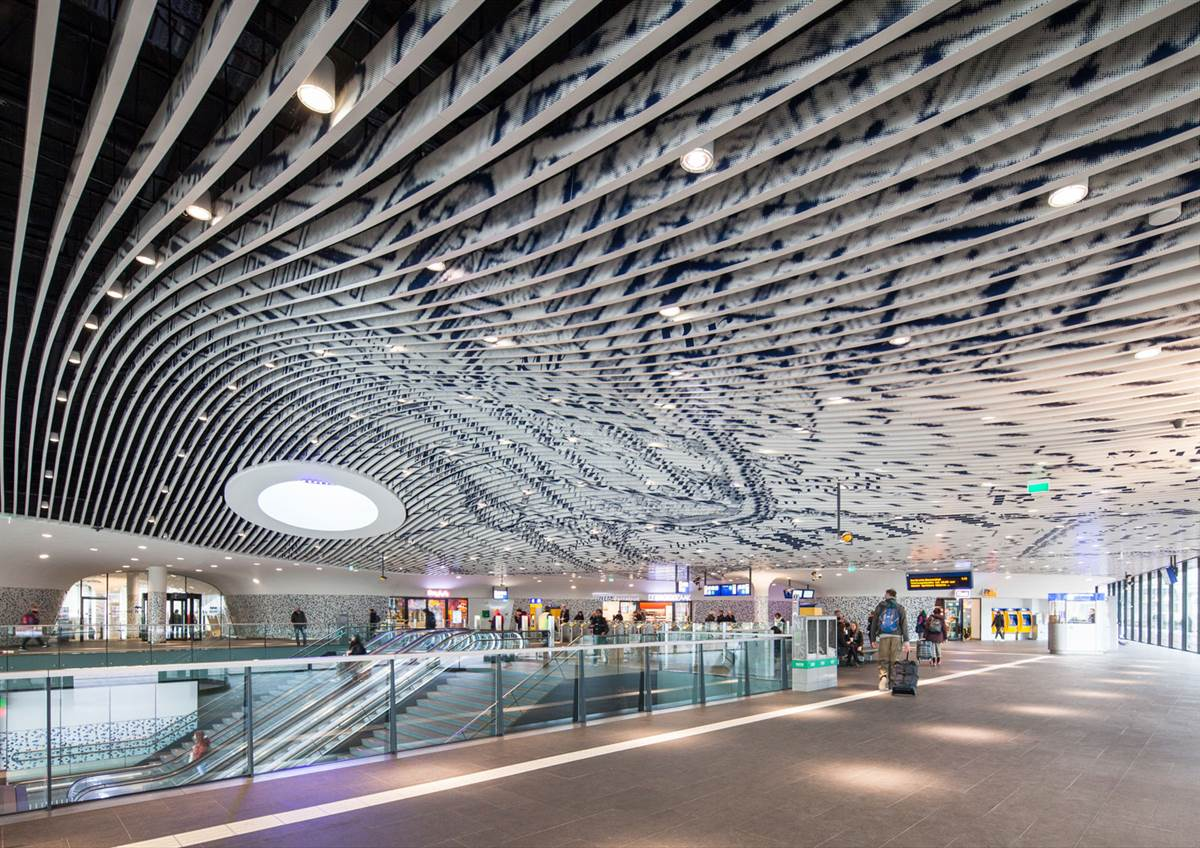
Interieur van de stationshal op de begane grond van het stadskantoor. Op het plafond bevindt zich een oude stadskaart uit 1876.

Voor bezoekers die met de trein naar Delft komen, vormt het stationsgebied de eerste kennismaking met de stad Delft. De entree vanuit het station is door de architect als visitekaartje bedoeld, en is vormgegeven met meerdere markante gebouwen en bouwwerken. De stationshal van Station Delft bevindt zich op de begane grond van het stadskantoor van de Gemeente Delft, en is geheel opgetrokken uit glas en staal. Op het plafond van de hal bevindt zich een oude stadskaart uit 1876. Naast de stationshal bevindt zich het overstapplein. Op het plein kunnen reizigers overstappen op de bus of de taxi, en onder het plein ligt een grote ondergrondse fietsenstalling. In een bescheiden hoekje van het stationsplein staat het vroegere stationsgebouw van Delft, dat ingericht is als horecagelegenheid. Achter het stationsgebouw ligt het bloemrijke stadsparkje Park Spoorloos.

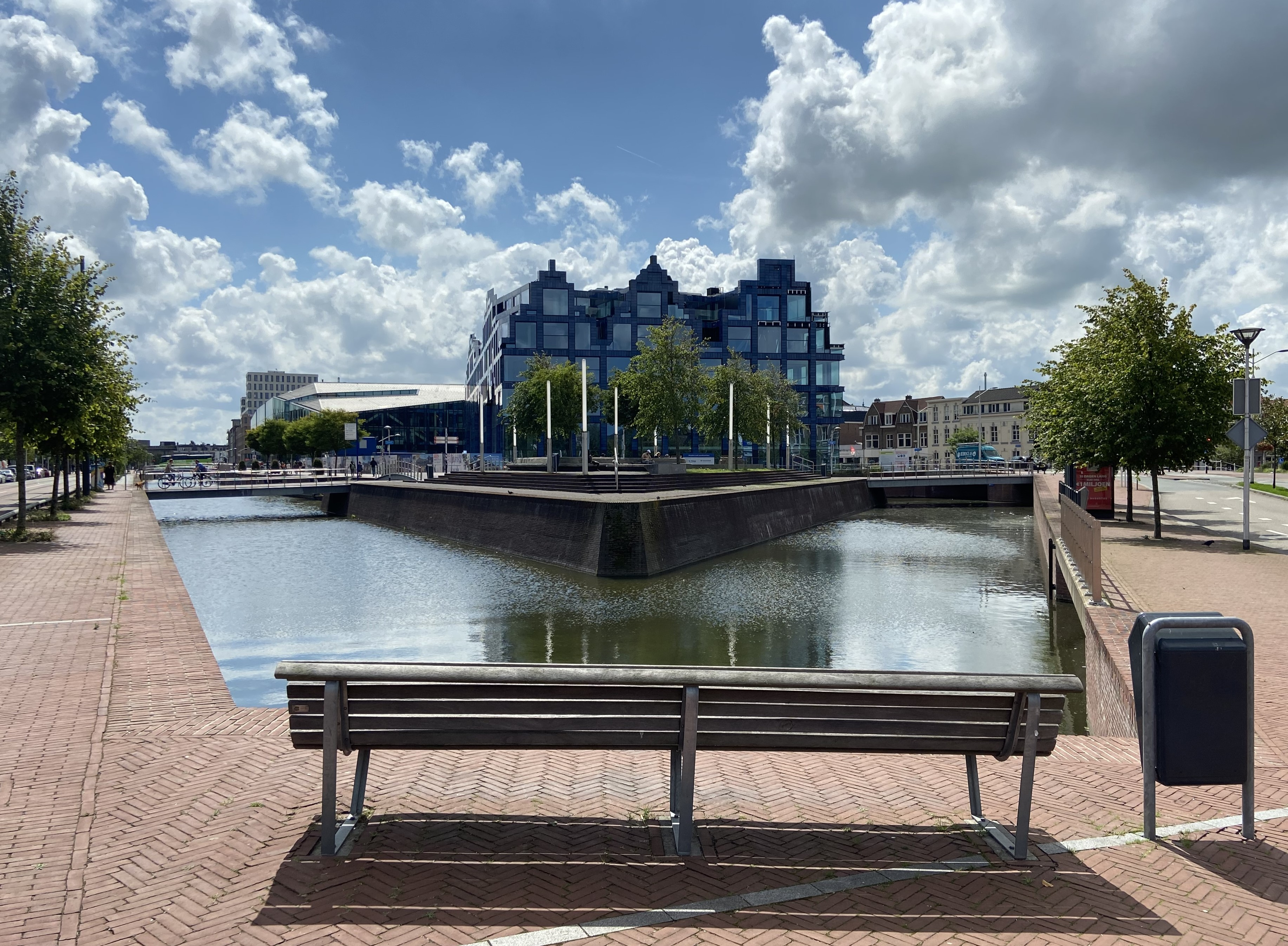
Zicht op het Bolwerk, het Huis van Delft en daar achter het station/stadskantoor, vanaf de noordelijkste rand van het Bolwerk. Alle deze nieuwe bouwwerken zijn aangelegd bovenop de spoortunnel.

Het stationsgebied grenst aan het historische stadscentrum. De route vanaf het station naar de binnenstad voert door het in aanbouw zijnde plantsoen Tuin van Delft langs het Huis van Delft, een appartementencomplex waarin de oplettende Delftenaar contouren van verschillende Delftse historische gebouwen kan herkennen. Het Bolwerk, een eilandje op het noordelijkste puntje van het stationsgebied, is gemodelleerd naar de contouren van een historisch verdedigingswerk dat zich tot 1846 op min of meer dezelfde plek bevond, en vormt als het ware de toegangspoort naar de binnenstad.

### Rondom het Van Leeuwenhoekpark

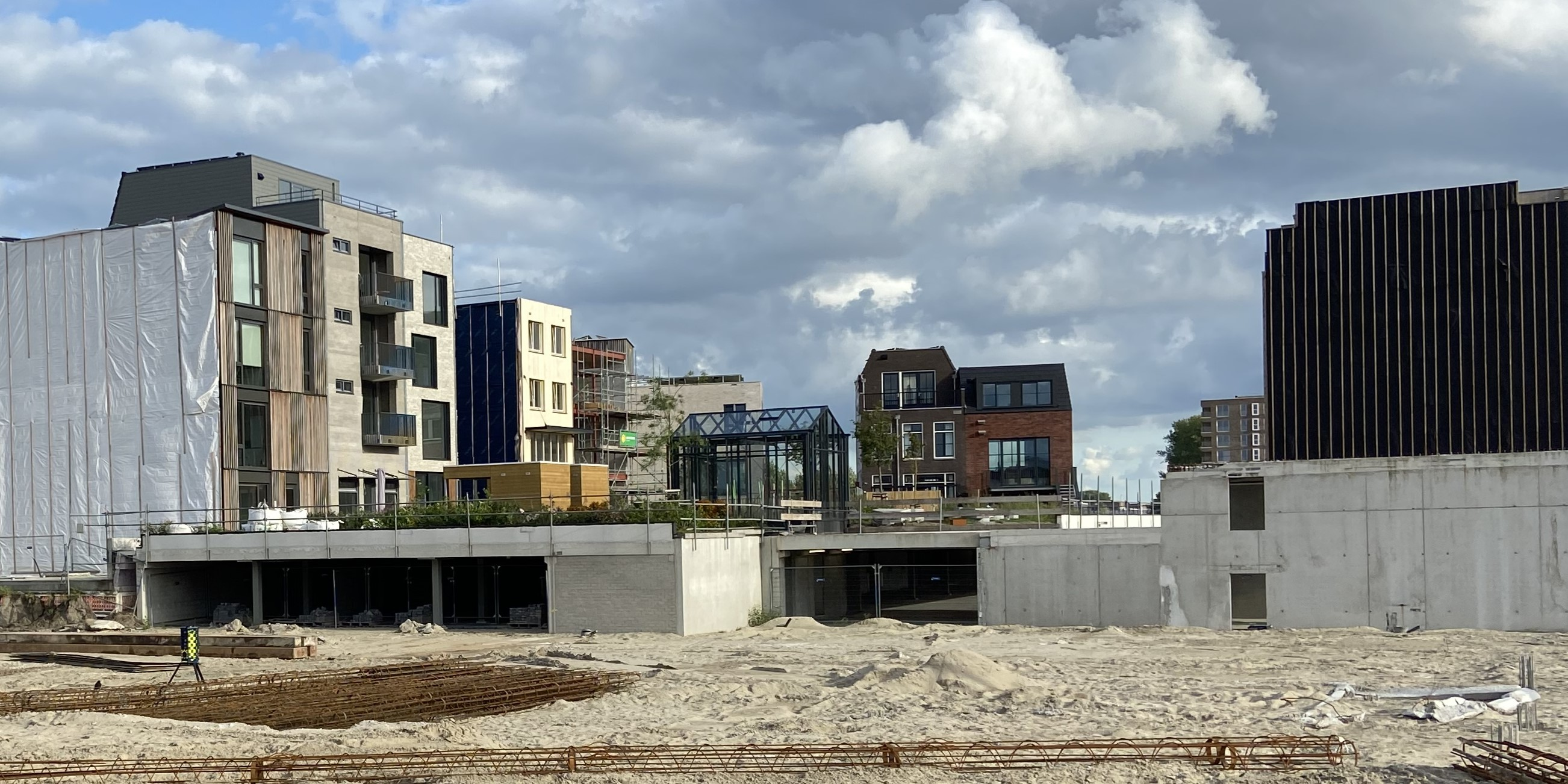
Het blok ten zuidwesten van het Van Leeuwenhoekpark, gezien vanuit het noorden. In aanbouw (2023)

Ten zuiden van het stationsplein begint het langgerekte Van Leeuwenhoekpark, vernoemd naar de Delftse onderzoeker Antoni van Leeuwenhoek. Het park bevindt zich op het dak van de spoortunnel en strekt zich uit naar het zuiden. Halverwege wordt het park onderbroken door de Ireneboulevard. Het noordelijk deel ligt ter hoogte van de vroegere Van Leeuwenhoeksingel, die in 2009 gesloopt werd. Het doen terugkeren van de naam "Van Leeuwenhoek" in het vernieuwde stratenplan was mede op uitdrukkelijk verzoek van de vroegere bewoners van deze singel.

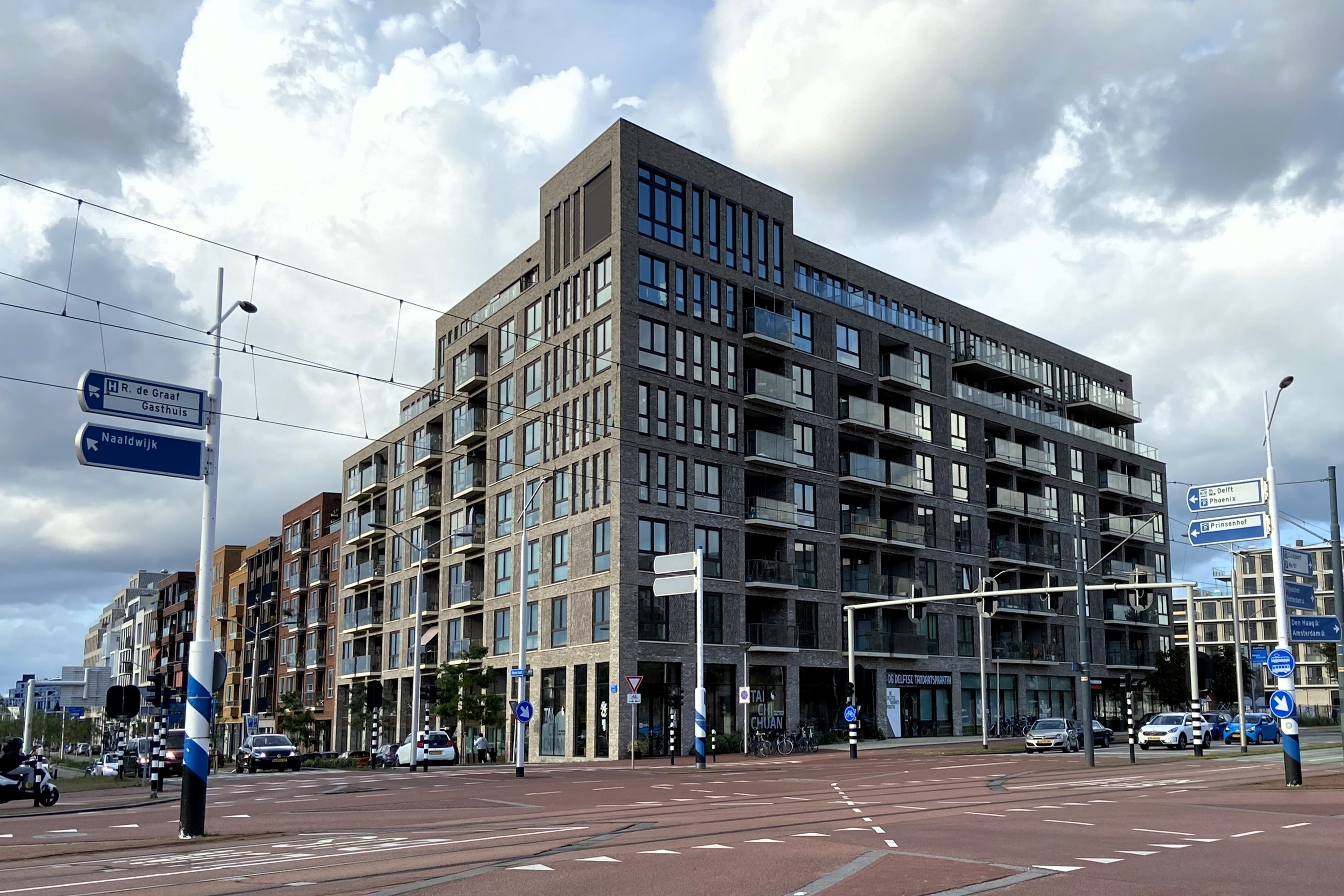
Appartementencomplex Guldenwater ten noordwesten van het Van Leeuwenhoekpark, gezien vanuit het zuiden.

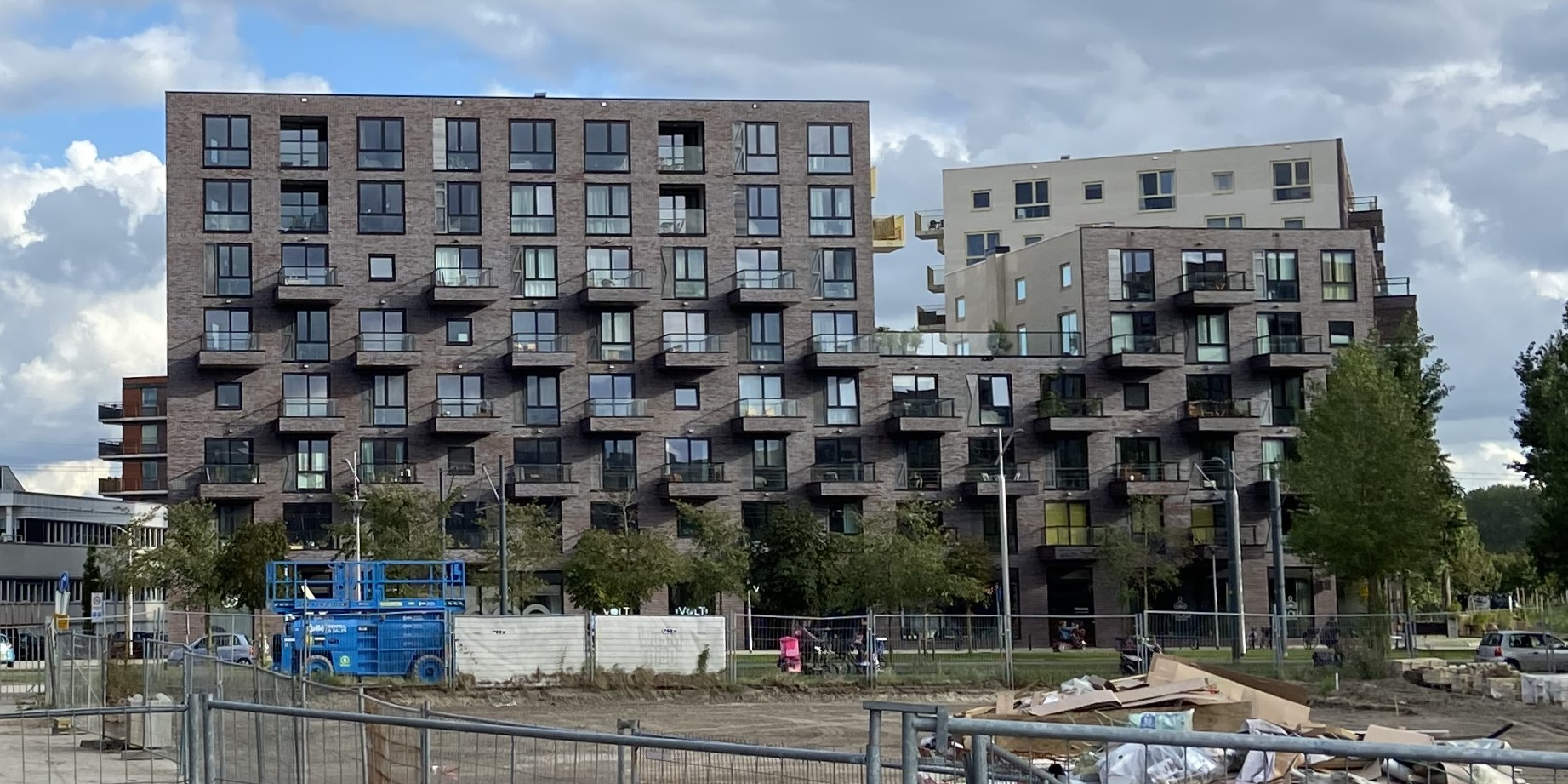
Gebouwencomplex VOLT ten zuidoosten van het Van Leeuwenhoekpark, gezien vanuit het noorden.

Aan weerszijden van het park staan meerdere blokken. Het blok ten noordoosten van het park bevat de volgende bouwprojecten: 
- The Social Hub; een hotel met ruim 300 kamers en verschillende publieke ruimtes
- Gezicht op Delft; een appartementencomplex gebouwd door Ballast Nedam, met 25 koopappartementen en uitzicht op de zuidelijke Kolk.
- Vermeer; een appartementencomplex gebouwd door Ballast Nedam, met 62 huurappartementen en uitzicht op de Westvest.
- De Hooghe Delft; een 41 meter hoge woontoren met koopappartementen en kantoorruimte, gebouwd door DUPON Vastgoed, met op de onderste twee verdiepingen het filmhuis Lumen.[6]
- Zelfbouwkavels; Elf particulieren hebben hun eigen woning laten ontwerpen en bouwen, met hulp van een architect en aannemer.

Het blok ten noordwesten van het park bevat de volgende bouwwerken:
- Antoni; een verzamelgebouw met daarin horeca, een hotel, kantoorwerkplekken, een expositieruimte, studio’s en appartementen.
- Guldenwater; een complex gebouwd door Ballast Nedam, bestaande uit 7 parkwoningen en 177 koop- en huurappartementen
- Zelfbouwkavels; drie collectieven van particuliere opdrachtgevers hebben door Vink Bouw een woon-werkcomplex laten neerzetten. De drie kavels bevinden zich tussen Antoni en Guldenwater in.

Aan de overkant van de Ireneboulevard gaat het park verder. Dit deel van het park ligt ter hoogte van het vroegere rangeerterrein, dat voorafgaand aan de ontmanteling in 2015 al langere tijd niet meer in gebruik was. In het zuidoosten van het park is er slechts een klein hoekje dat bebouwd moest worden in het kader van het spoorzoneproject: de appartementen en kantoren van het gebouwencomplex VOLT op de hoek met de Ireneboulevard, ontworpen door Barcode Architects. Bouwer ERA Contours leverde het in 2020 op. De rest van de bebouwing ten zuidoosten van het park was eerder al aangelegd bij de bouw van de wijk Delftzicht.
Ten westen van het park is anno 2023 een langgerekt woonblok met binnenplaats in aanbouw. Er verrijzen de volgende bouwwerken:  
- Pieter van Foreest, een woonzorgcomplex
- een gebouw met sociale huurappartementen[7]
- De Koploper; een woongroep voor senioren
- Nieuw Delftse Poort; een appartementencomplex
- Het LeeuwenDeel, een appartementencomplex[8]
- Zelfbouwwoningen

### Coendersbuurt

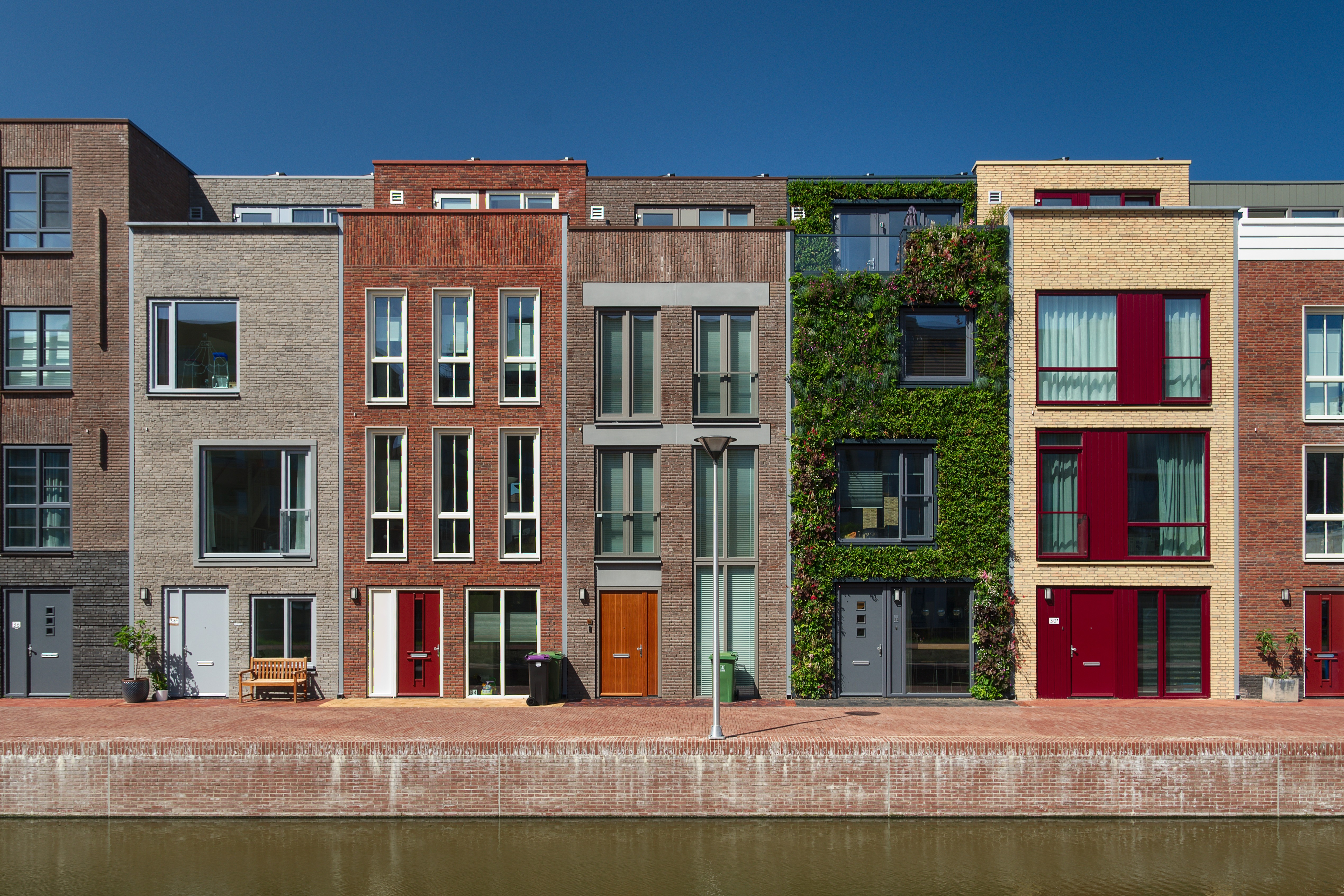
Woningen aan de Graaf Floriskade in de nieuwe Coendersbuurt

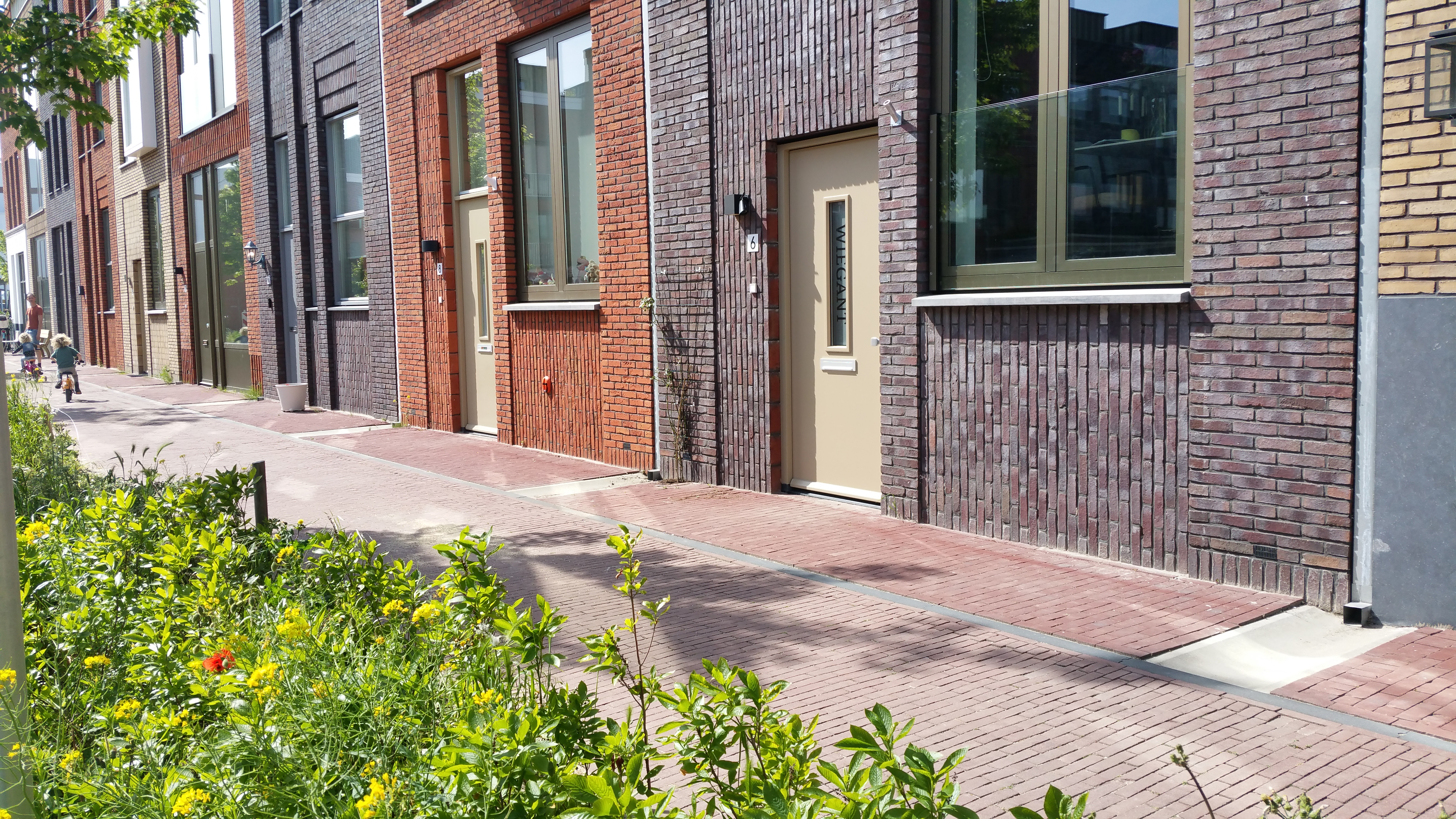
Stoepen en regenpijpen in de Coendersbuurt

Even ten zuidwesten van het oude stationsgebouw, in het zuidoostelijke hoekje van de wijk Westerkwartier, ligt de Coendersbuurt. De buurt bevindt zich op het voormalige terrein van het Grotiuscollege. Het is een klein en overzichtelijk buurtje met luxe woonhuizen, die geen van allen hetzelfde zijn, maar toch samen één geheel vormen. Het allegaartje aan verschillende grachtenpandjes in de Delftse binnenstad diende als inspiratie voor deze vormgeving. 
De buurt kwam in de oorspronkelijke bouwplannen van de Spoorzone niet voor, en het gebied werd pas in 2013 officieel bij de Spoorzone betrokken. In september 2014, een jaar nadat de gemeente een ontwikkelplan voor de nieuwe buurt had opgesteld, was het merendeel van de kavels verkocht.  In 2019 was de buurt af. De buurt bevat de volgende bouwprojecten: 
- Floris; complex aan de Graaf Floriskade, gebouwd door Ballast Nedam
- Het Straatje 1; complex gebouwd door Koninklijke Heijmans NV en ERA Contour [12]
- Het Straatje 2; complex gebouwd door Koninklijke Heijmans NV en ERA Contour [12]
- Zelfbouw; Een deel van de kavels in de wijk kwam in handen van zelfbouwers; particulieren die alleen of in een groep een eigen woning hebben laten ontwerpen en bouwen.
- Scholencombinatie Delfland; een scholencombinatie van het Christelijk Lyceum Delft en het Grotiuscollege, dat zich bevindt in het zuidelijk deel van de Coendersbuurt - was in 2017 al opgeleverd.

De Coendersbuurt was bij de oplevering een van de eerste buurten van Nederland zonder aansluitingen op het gasnet. Enkele woningen in het gebied zijn energieneutraal.

### Abtswoudse Hof

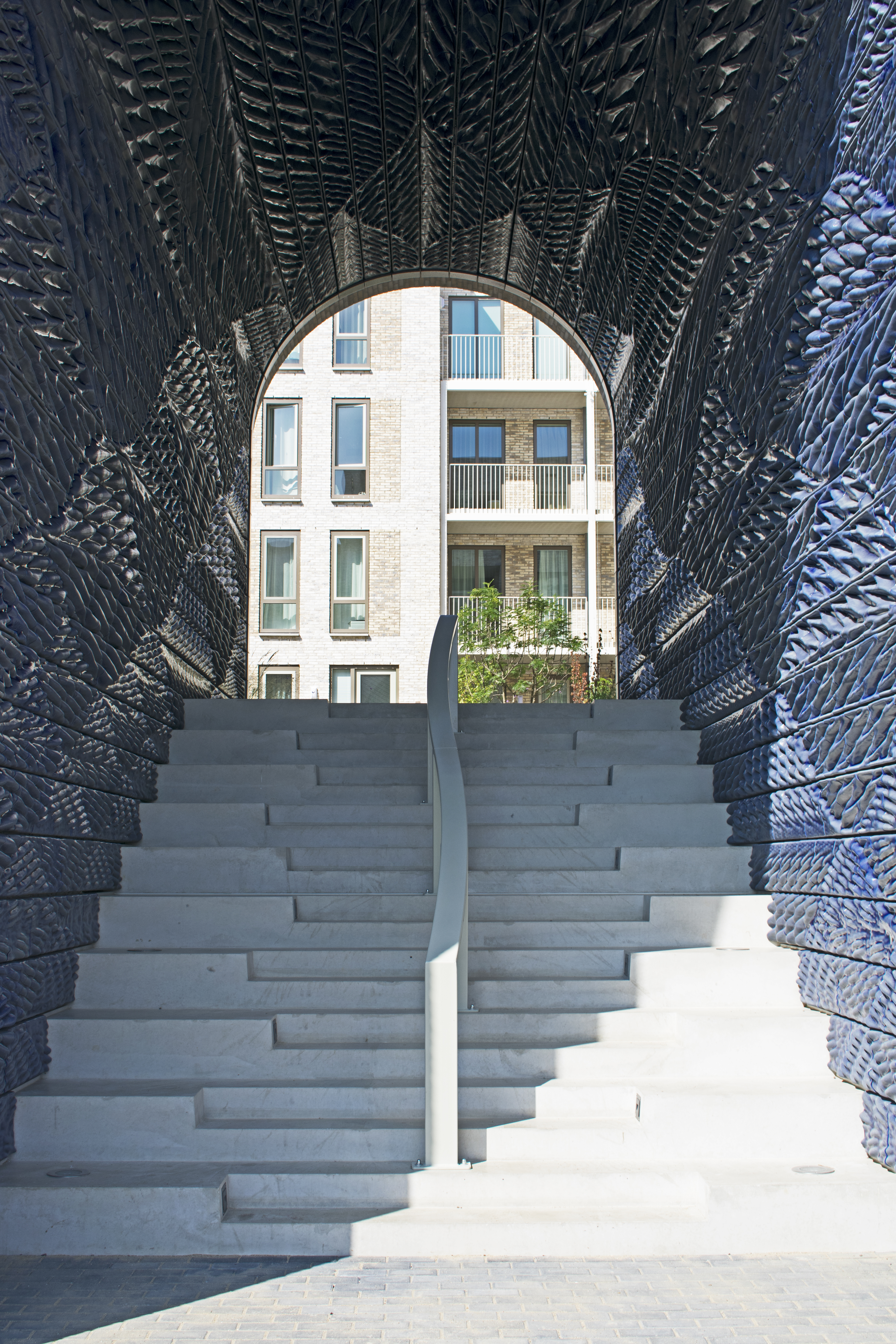
Een van de trapopgangen in het appartementencomplex PoortMeesters, bekleed met 3D-geprint keramiek.

De buurt Abtswoudse Hof wordt gebouwd op enkele aangrenzende percelen ten westen van het vroegere rangeerterrein, waarop verouderde bedrijfspanden stonden. Dit gedeelte van de spoorzone grenst in het westen aan de wijk Voorhof, een wijk uit de jaren 1960 met een grote hoeveelheid hoogbouw. Hier verrijst de volgende bebouwing: 
- Porseleinen Toren; een appartementencomplex aan de Papsouwselaan, met daktuinen, planten aan de gevel en nestkasten voor mussen, gierzwaluwen, vleermuizen en bijen.
- Porseleinen Hof; een appartementencomplex dat qua kleur en bouwstijl een geheel vormt met de ernaast gelegen Porseleinen Toren.[14]
- Poortmeesters; een appartementencomplex dat is gebouwd als een vestingmuur, met een grote binnentuin. De poorten die vanaf de straatkant toegang tot de binnentuin geven, zijn van binnen bekleed met door Studio RAP 3D-geprint keramiek.[15]
- X-ray; een studentencomplex met 521 studentenkamers. Leeuwenkamp Architecten ontwierp het gebouw in opdracht van studentenhuisvester Duwo. Smit’s Bouwbedrijf trok het complex op uit gerecyclede en demonteerbare bakstenen, met de bedoeling het na 25 jaar weer af te kunnen breken.[16] De oplevering vond plaats in 2014, en het was daarmee het eerste gebouw in de spoorzone dat volledig was afgerond.[17]
- The Family; een appartementencomplex gericht op gezinnen met jonge kinderen. Elk gezin heeft zijn eigen huurwoning, en deelt daarnaast het gebruik van een grote huiskamer, klusruimte, daktuin en speeldek met de andere huurders.[18]

## Voorgeschiedenis

### Aanleg eerste spoorlijn

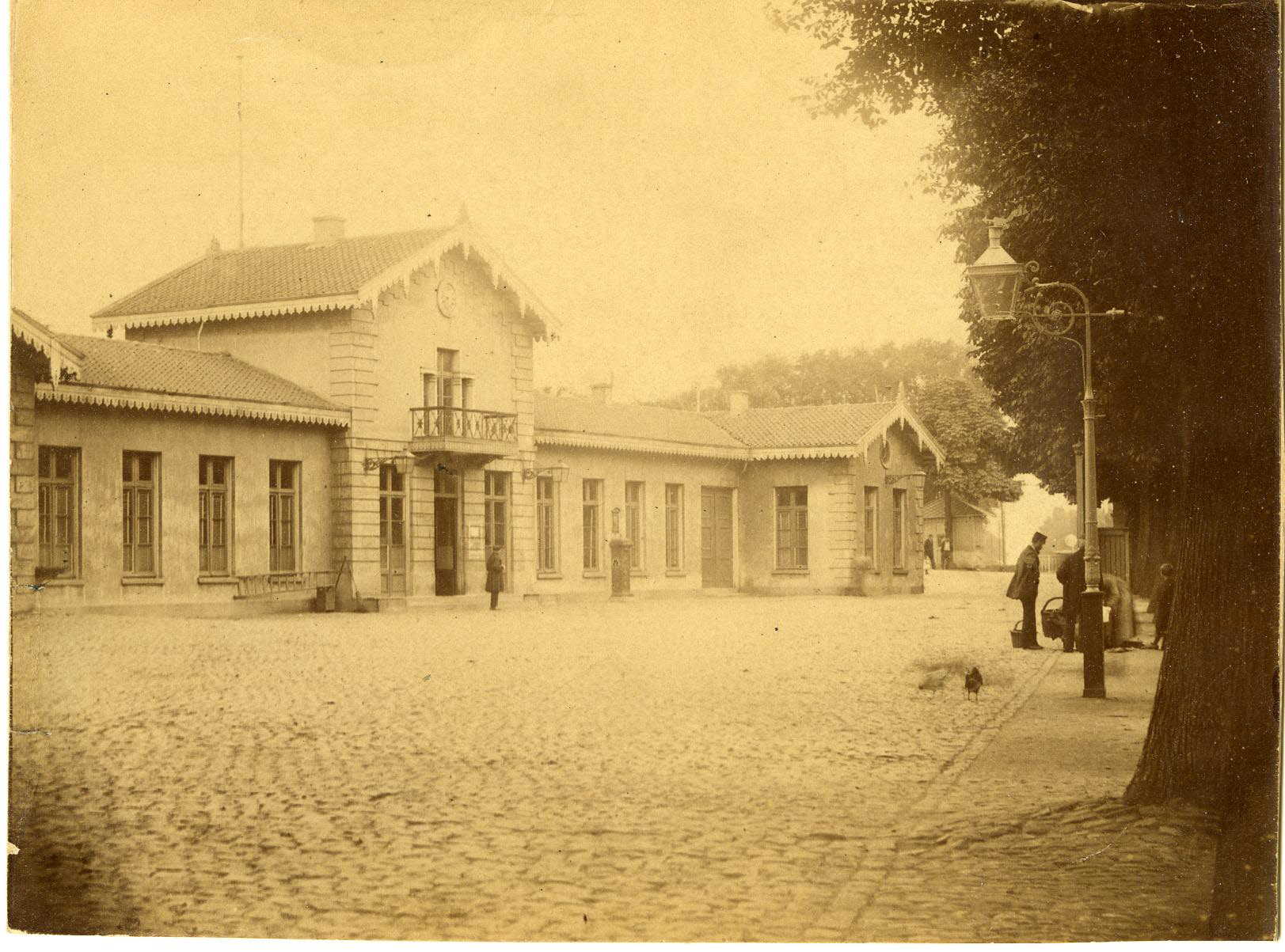
Het eerste treinstation van Delft (1847-1885), een houten gebouw dat in 1885 gesloopt werd.

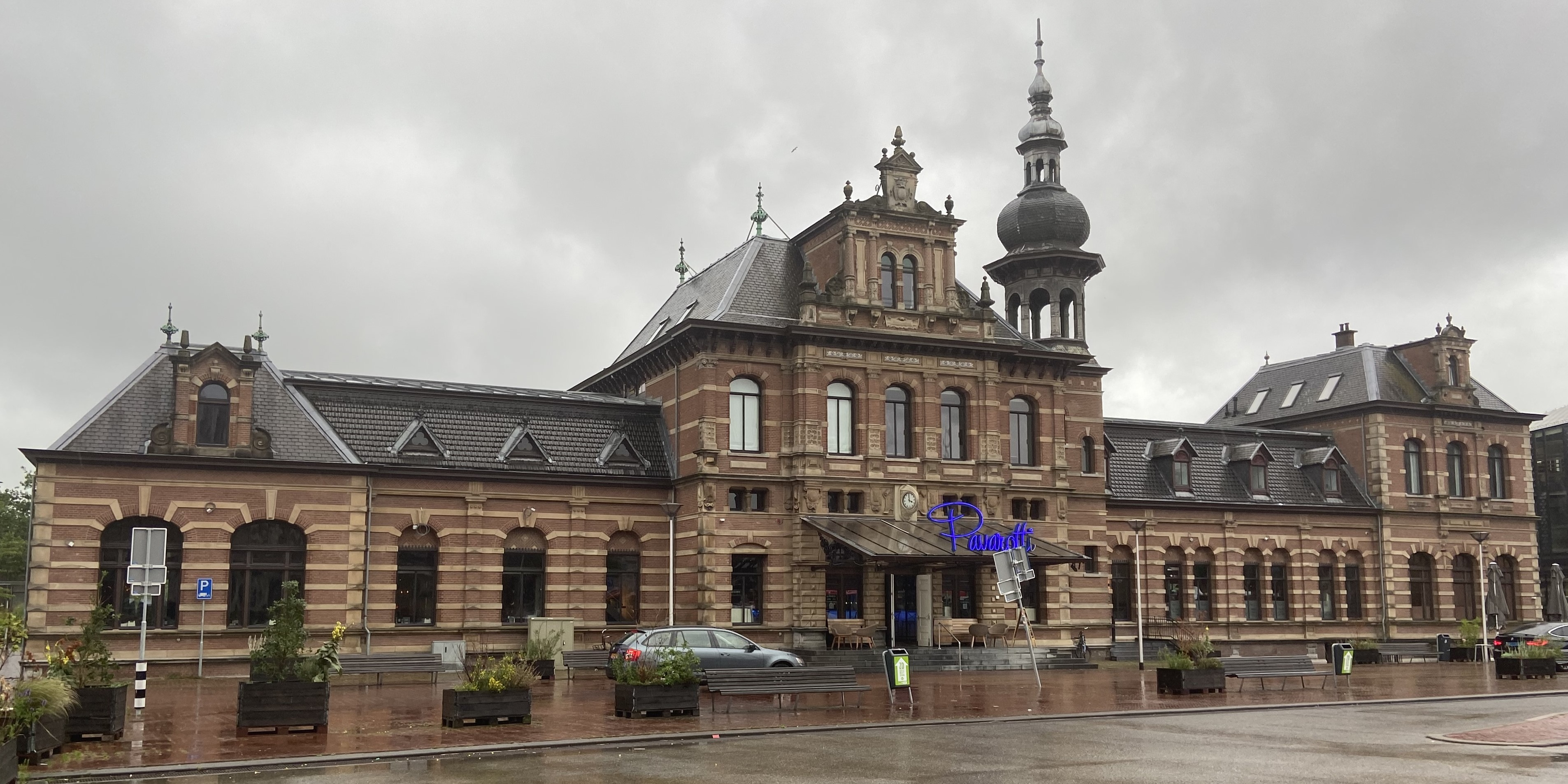
Het tweede treinstation van Delft (1885-2015), dat in 2002 de status van rijksmonument kreeg.

In 1839 werd de eerste spoorlijn van Nederland geopend. De spoorlijn verbond aanvankelijk Amsterdam met Haarlem, maar werd in de jaren erna verder doorgetrokken richting Rotterdam. Het tracé van Den Haag naar Rotterdam werd in 1847 feestelijk geopend. Volgens het oorspronkelijke plan zou de spoorlijn in een rechte lijn worden aangelegd tussen Den Haag en Schiedam. Hierdoor zou het station van Delft echter zo'n 500 meter buiten de toenmalige stadsgrenzen van Delft komen te liggen. Het Delftse gemeentebestuur stak hier een stokje voor, en kreeg het voor elkaar dat het tracé pal langs de stadsgrens werd aangelegd. Vanuit Den Haag in het noorden kwam het spoor zodoende te liggen op de Singel, parallel aan de stadsgracht en de restanten van de oude stadsmuren. Bij het Bolwerk, ter hoogte van de Waterslootse Poort en net ten noorden van de Houttuinen, maakte het spoor een knik, om de militaire constructiewerkplaatsen op de rechteroever van de stadsgracht niet te hoeven doorkruisen. Het spoor liep vervolgens ten westen van de constructiewerkplaatsen verder door naar het zuidwesten richting Schiedam. Om ruimte te maken voor een eenvoudig houten stationsgebouw en een stationsplein werd het zuidelijk deel van de gracht rond het Bolwerk gedempt.
Naast de Koninklijke Akademie (de latere TU Delft) vestigden zich vanaf halverwege de negentiende eeuw verschillende bedrijven in Delft en groeide de stad. Vanaf 1878 breidde de stad zich ten westen van de spoorlijn uit. Rondom de constructiewerkplaatsen worden woningen gebouwd, en ten westen van het spoor verrijzen woonwijken, waardoor het spoor niet langer langs, maar dóór de stad liep. Ook het aantal treinreizigers nam toe, waardoor het kleine station aan de Houttuinen niet meer voldeed, en er in 1885 zo'n 400 meter zuidelijker een nieuw stationsgebouw verrees. Als onderdeel van het bouwproject werd het bestaande spoor verlegd, kwam er een rangeerterrein ten zuiden van het stationsgebouw, en werd er een tunnel aangelegd waarmee voetgangers naar het tweede perron konden lopen zonder de spoorweg te hoeven oversteken.

### Scheiding van verkeersstromen

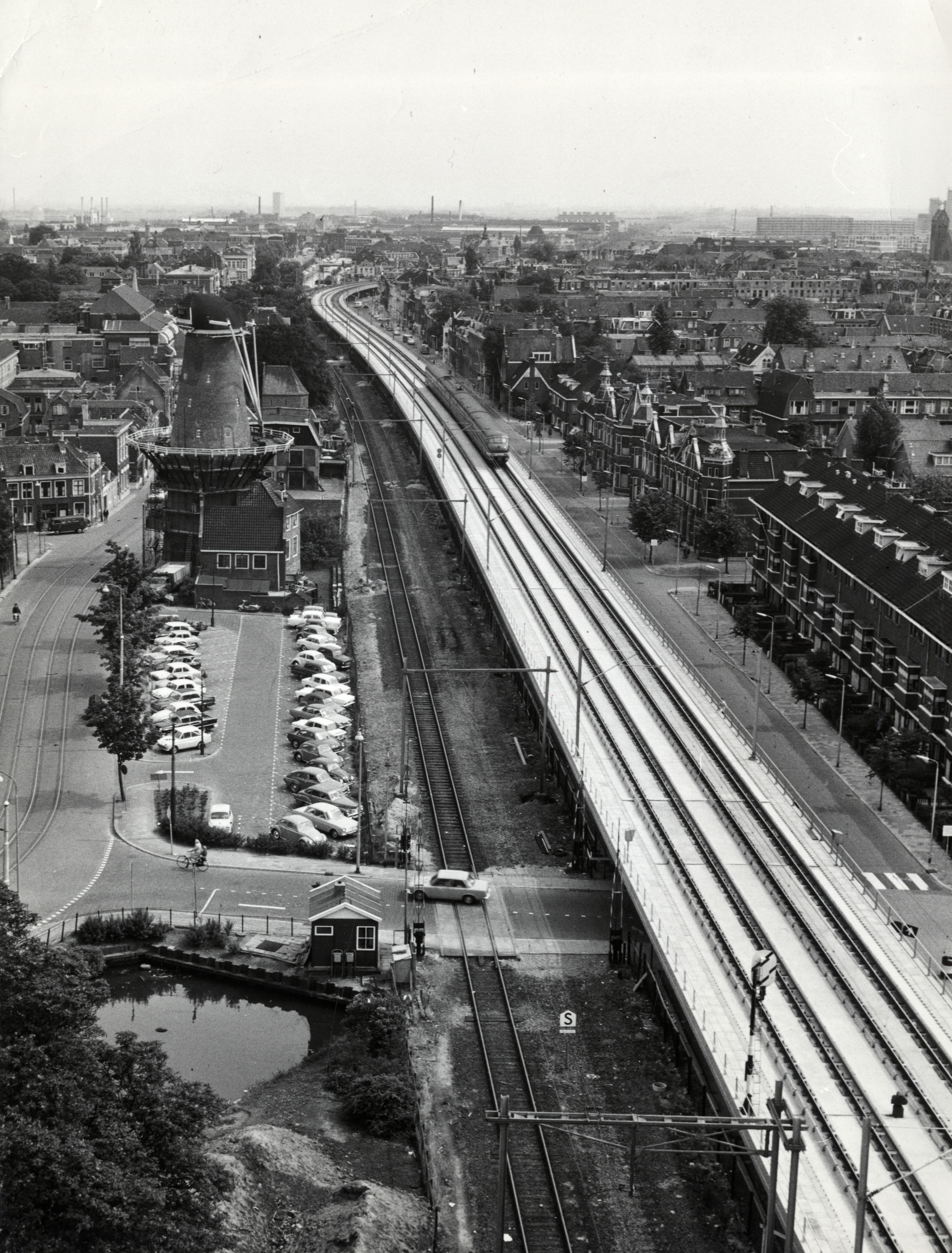
Het nieuw aangelegde viaduct (rechts) naast de oude spoorlijn (links) die in 1965 ontmanteld werd

Door bevolkingsgroei en het opslokken van de aangrenzende gemeente Hof van Delft in 1921, groeide de stad gestaag verder. Ten westen van de spoorlijn ontstonden vooral woningen, terwijl de meeste voorzieningen (ziekenhuizen, scholen, winkels en bedrijven) zich aan de oostkant van het spoor bevonden. Dit zorgde dagelijks voor flinke verkeersstromen tussen oost en west, die het spoor moesten passeren. 
In de eerste helft van de twintigste eeuw reden de treinen nog niet zo snel. Ook stopten ze allemaal op station Delft. De spoorovergangen waren daardoor minstens de helft van de tijd dicht. De gemeente vond dit een onwenselijke situatie en ging in de jaren 30 het gesprek aan met de spoorwegen om ongelijkvloerse overgangen te realiseren. Het lukte echter niet om met de beschikbare ruimt een realistisch plan te bedenken. Na de Tweede Wereldoorlog pakte men de draad weer op, wat in 1953 leidde tot het Spoorwegplan. Dit plan was erop gericht om in heel Delft alle verkeershinder van spoorwegovergangen weg te nemen.
Het plan bestond uit de bouw van een spoorwegviaduct ten noorden van het station, en de aanleg van twee tunnels onder het spoor door ten zuiden van het station. De totale kosten waren geraamd op 36 miljoen gulden. Het startsein van het Spoorwegplan werd gegeven op 5 augustus 1955 met de aanleg van de Prinses Irenetunnel, een brede verkeerstunnel onder het spoor door, even ten zuiden van het station. Ten noorden van het station bouwde men over de hele linie een betonnen spoorwegviaduct. De bouw daarvan startte in 1961 en werd in 1965 afgerond.

### Rail 21: spoortunnel op de kaart

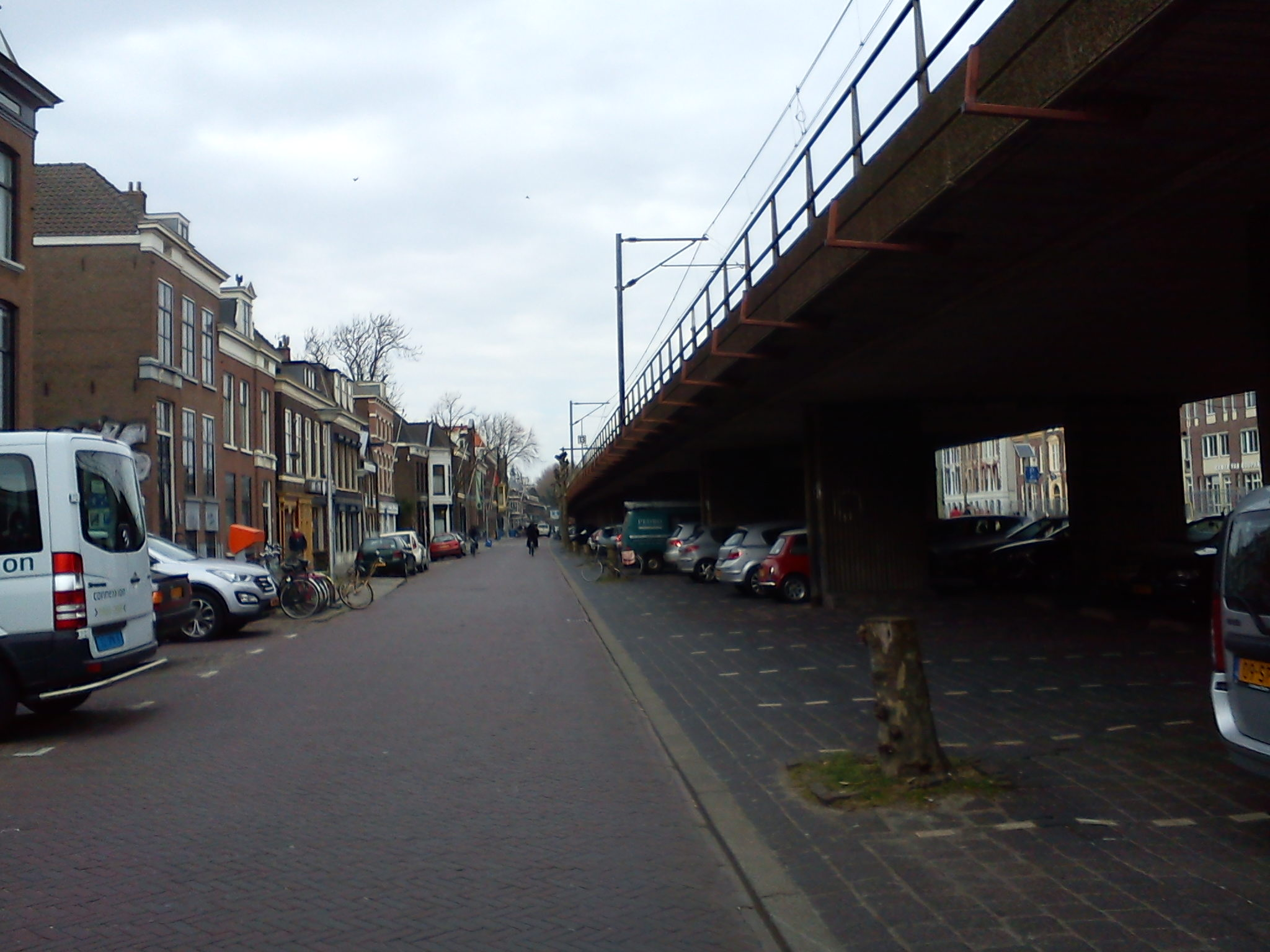
Onder het spoorviaduct bevonden zich enkele honderden parkeerplaatsen

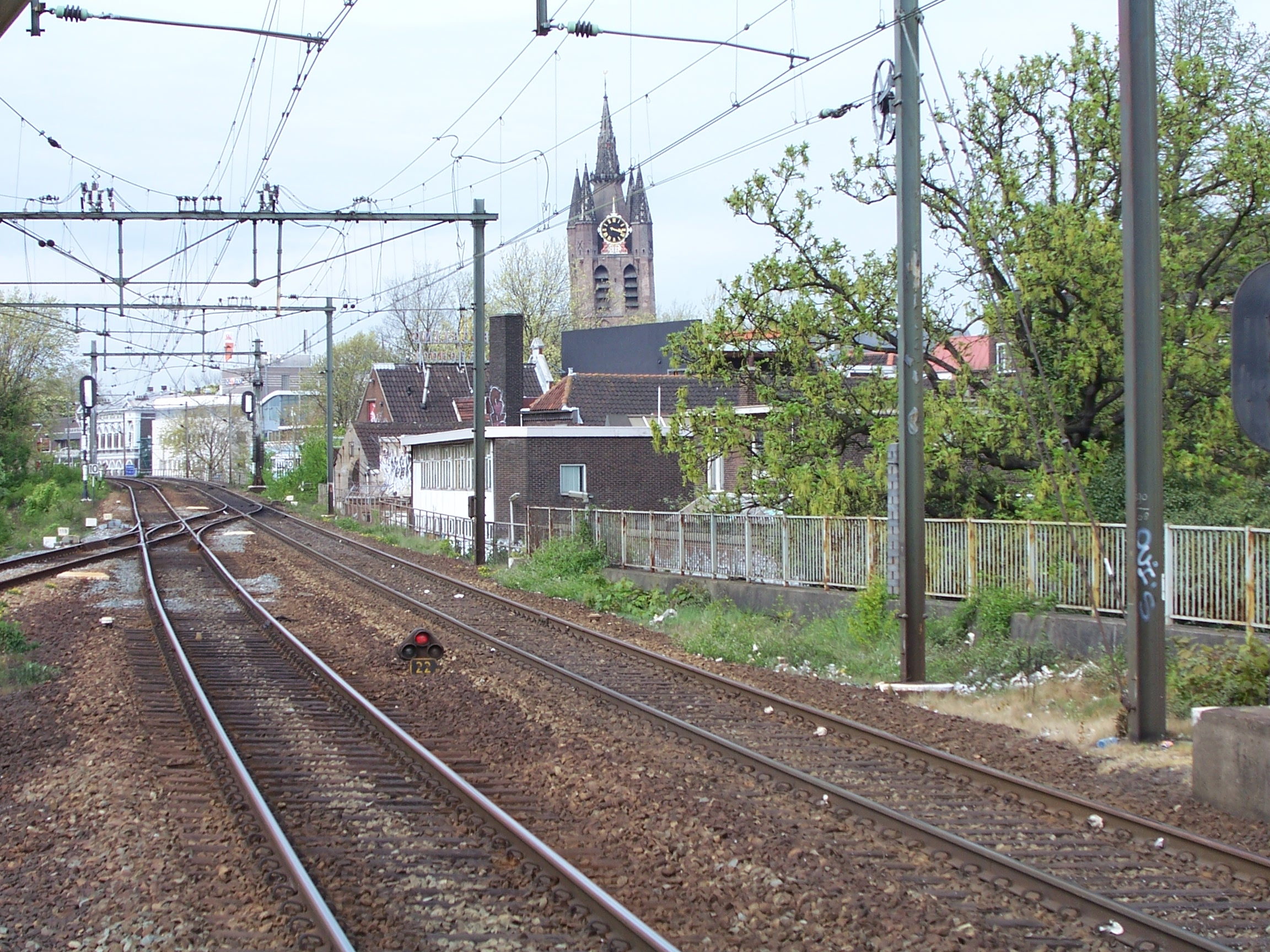
De Oude Lijn had bij Delft twee sporen, en ter hoogte van het station een korte derde aftakking naar perron 3

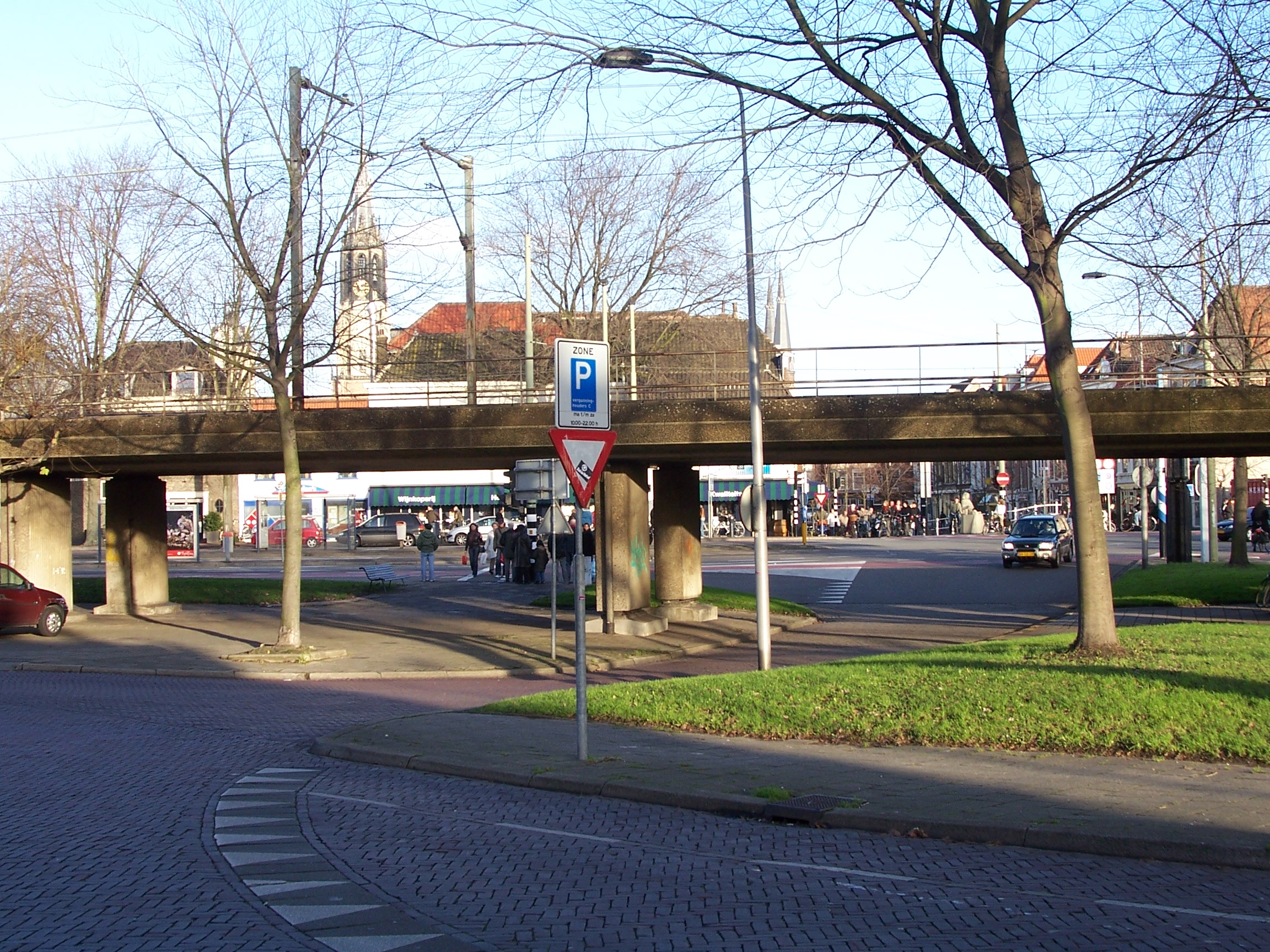
Ter hoogte van het Bolwerk was er een brede doorgang onder het viaduct

Het aanvankelijk enthousiasme over het spoorviaduct zakte in de loop der tijd in. Buurtbewoners klaagden over fijnstof van ijzervijzel, geluidshinder en ronddwarrelend toiletpapier. De ruimte onder het viaduct, die ingenomen werd door geparkeerde auto's, werd gezien als onherbergzaam en onaantrekkelijk, en onder invloed van emancipatie en sociale veiligheid als enge plek steeds negatiever beoordeeld.
De gemeente ging op zoek naar manieren om de overlast van het viaduct te beperken. En terwijl de mogelijkheden en kosten van een spooroverkapping werden onderzocht, deed zich plots een kans voor om geheel van het viaduct af te komen. Vanaf halverwege de jaren 80 leefde de Nederlandse economie op, waardoor de mobiliteit van de bevolking sterk toenam. De Nederlandse Spoorwegen (NS) speelden hierop in met Rail 21, een nationaal plan waarmee de infrastructuur van het spoor op een groot aantal trajecten verbeterd moest worden, zodat de trein een serieus alternatief voor de auto zou worden. Het plan werd in juni 1988 gepresenteerd, en omvatte onder meer het viersporig maken van het dubbelsporig traject van de Oude Lijn tussen Leiden en Rotterdam, zodat snelle treinen voor de lange afstanden niet meer gehinderd hoefden te worden door de langzame regionale treinen en het aantal reizigers op het traject kon verdubbelen.
Voor het stuk spoor door Delft opperde de NS een tweede verdieping op het spoorviaduct. Daar ging de gemeenteraad niet mee akkoord: het zou de overlast die het spoor al gaf, alleen maar verder vergroten. De gemeente Delft zag voor het vermeerderen van het aantal sporen een spoortunnel als de enige reële optie. Daarnaast zou een spoortunnel ook andere voordelen kunnen opleveren:  
- verbeterde toegankelijkheid van de perrons voor minder validen
- bouwgrond voor de groeiende vraag naar woningen
- verhelpen van de tweedeling tussen de wijken aan weerszijden van het spoor
- het nieuw stationsgebied als waardige entree voor bezoekers van de stad
- een opknapbeurt voor de verloederde Phoenixstraat

De gemeente schakelde Frits Palmboom in, die als stedenbouwkundige eerder de realisatie van de Willemsspoortunnel in Rotterdam had begeleid. Met het stedenbouwkundig plan dat Palmboom in 1990 opstelde, wist de gemeente verkeersminister Maij-Weggen te overtuigen om ook een ondergrondse oplossing in de overwegingen mee te nemen.

### Spoortunnel Delft NU!

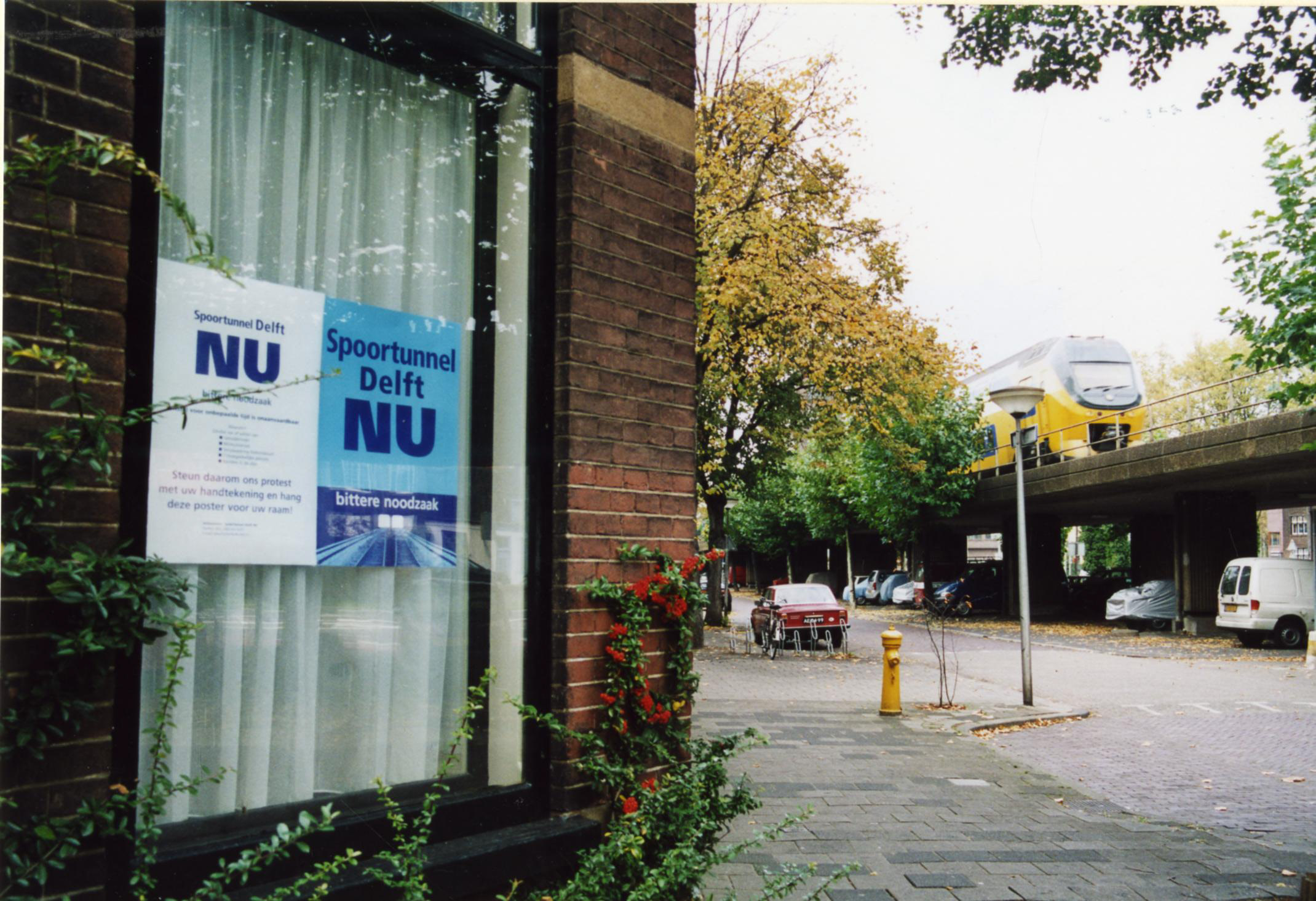
Protestposter in een huis naast het spoorviaduct, tegen uitstel van de aanleg van een spoortunnel

Door lobbywerk kreeg de gemeente de spoortunnel bij de Tweede Kamer weliswaar op de kaart, maar het bleek moeilijk om de benodigde financiering rond te krijgen, omdat het rijk de investering erg hoog vond. Delft hoopte mee te kunnen liften op de plannen voor de hogesnelheidslijn (HSL); wanneer het tracé over de bestaande Oude Lijn langs Delft zou gaan voeren, zou daarmee een spoortunnel afgedwongen kunnen worden. De Kamer hakte in 1996 echter de knoop door ten gunste van een nieuw aan te leggen tracé door het Groene Hart. Vervolgens kreeg Delft eind 1998 van het tweede Kabinet-Kok alsnog een financiële toezegging voor de spoortunnel. Onder het eerste kabinet Balkenende kwam deze toezegging alweer op losse schroeven te staan ten gunste van het wegennet, en in 2003 werd hij door het tweede kabinet Balkenende zelfs geheel ingetrokken, om te kunnen besteden aan herstelwerkzaamheden aan het bestaande spoor.
Ondernemers en bewoners uit de spoorzone baalden inmiddels van de onzekerheid van de situatie. Bewoners- en belangenverenigingen richtten daarom een actiecomité op, Spoortunnel Delft NU. Binnen een maand werden er meer dan 10.000 handtekeningen verzameld, die met een petitie bij de Tweede Kamer werden aangeboden. Mede onder druk van de Tweede Kamer ging verkeersminister Peijs in 2004 alsnog akkoord met de eerder toegezegde financiering door het Rijk. De overeenkomst tussen het Rijk en de gemeente, en de daarbij horende rijksbijdrage werd op 5 oktober 2005 officieel bekrachtigd op het stadhuis van Delft. De daadwerkelijke bouwwerkzaamheden gingen in 2009 van start. 

## Stedebouwkundige plannen

### 1990: Eerste verkenning

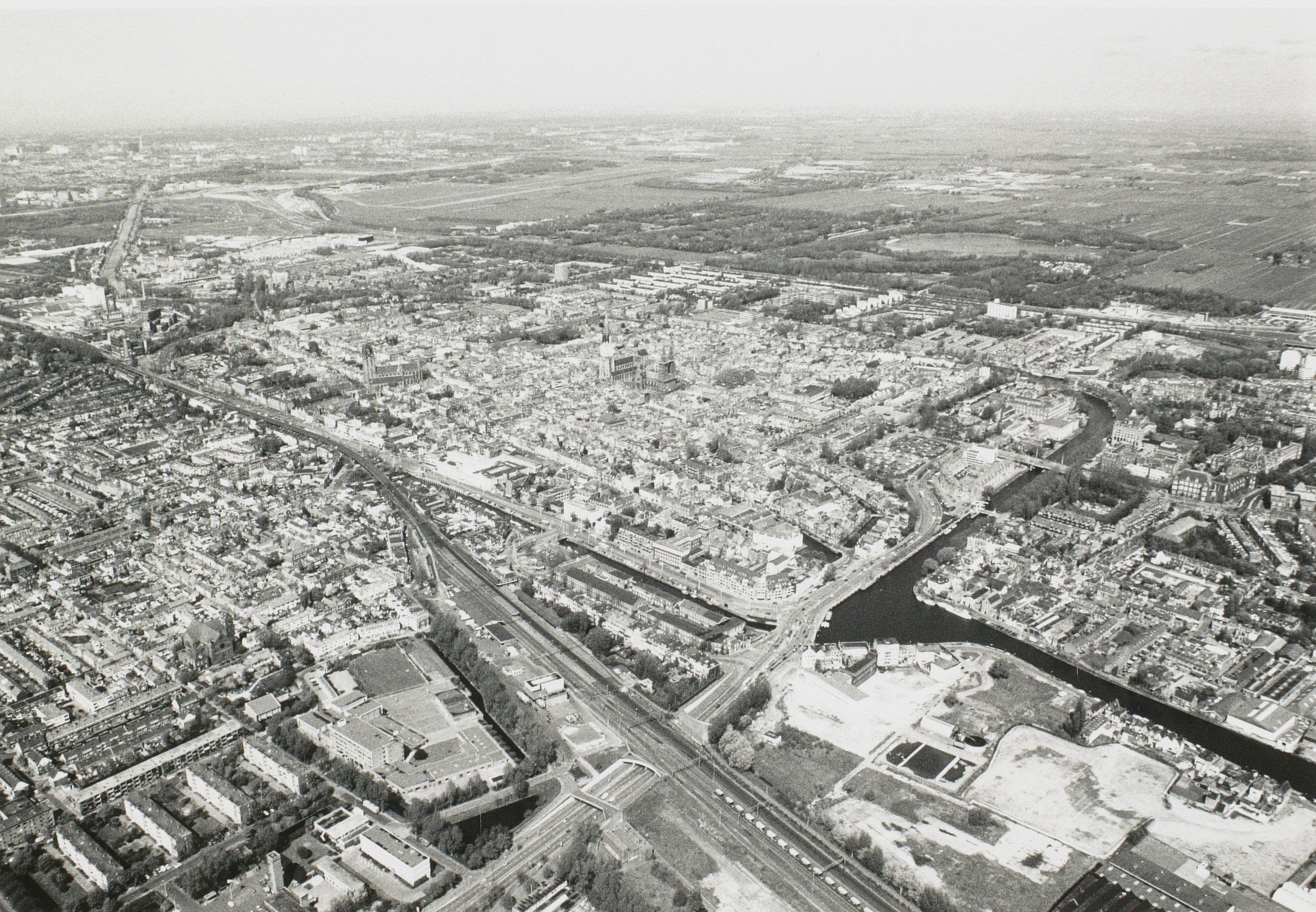
Luchtfoto Delft rond 1989, met middenonder het spoorzonegebied

In 1988 werd de gemeente Delft geconfronteerd met het voorstel van de Nederlandse Spoorwegen om het bestaande spoorviaduct in de hoogte te verdubbelen. De gemeente zag een dergelijk voorstel niet zitten, en schakelde stedenbouwkundige Frits Palmboom in, om de mogelijkheden van een ondergrondse spoortunnel te onderzoeken. Palmboom had als stedenbouwkundige eerder de realisatie van de Willemsspoortunnel in Rotterdam begeleid. De conclusie van Palmboom was dat er bij het toepassen van een ondergrondse tunnel in het hart van Delft zo'n 45 ha aan bouwgrond kon vrijkomen. Dit was voor een groot deel te danken aan het spoorwegemplacement dat even ten zuiden van het station lag, en dat al jaren niet meer gebruikt werd. Geluidswetgeving verhinderde momenteel om langs het spoor uitgebreid te bouwen. Ten oosten van het emplacement bevonden zich de restanten van de in 1974 gesloten Koninklijke Fabrieken F.W. Braat, en ten westen de panden van verschillende kleinere bedrijven. Palmboom illustreerde de mogelijkheden met een maquette.  Met het resultaat van deze verkenning wist de gemeente de toenmalig minister van Verkeer en Waterstaat Hanja Maij-Weggen te overtuigen de mogelijkheden van ondertunneling te onderzoeken. De minister stelde hierop een stuurgroep in, de Stuurgroep Ondergrondse VervoersInfrastructuur, die de verschillende mogelijkheden met elkaar vergeleek, en tot de conclusie kwam dat "de compleet viersporig ondergrondse variant weliswaar de duurste was, maar ook de enige variant die ruimte- en kwaliteitswinst leverde". 

### 1996: Concept-voorontwerp bestemmingsplan spoorzone
In 1992 werd de verkenning van Palmboom uitgewerkt tot de Ontwikkelingsvisie Delft 1993, een stedenbouwkundige schets voor verdere planvorming, en in 1994 legde de gemeente contact met bouwbedrijf Ballast Nedam, voor het uitvoeren van een planstudie naar de hoe en waar de tunnel het best gelegd kon worden. In oktober 1996 stelde de gemeente een concept-voorontwerp bestemmingsplan spoorzone op. In dit plan bleef de tunnel de route volgen van het huidige bovengrondse spoor, maar de scherpe bocht van het spoorviaduct ter hoogte van het Bolwerk moest ondergronds gestrekt worden. Om dit voor elkaar te krijgen zouden de woningen in de Stationsbuurt gesloopt moeten worden. Om in het noorden van de stad ruimte voor vier sporen te maken, zou op het fabrieksterrein van DSM het Bacinolgebouw er aan moeten geloven. In 1998 werd het plan uitgeroepen als een van de 22 voorbeeldproject van het Stimuleringsprogramma Intensief Ruimtegebruik (StIR), een programma van het ministerie van VROM.

### 1999: Een visie op stedelijke verbetering

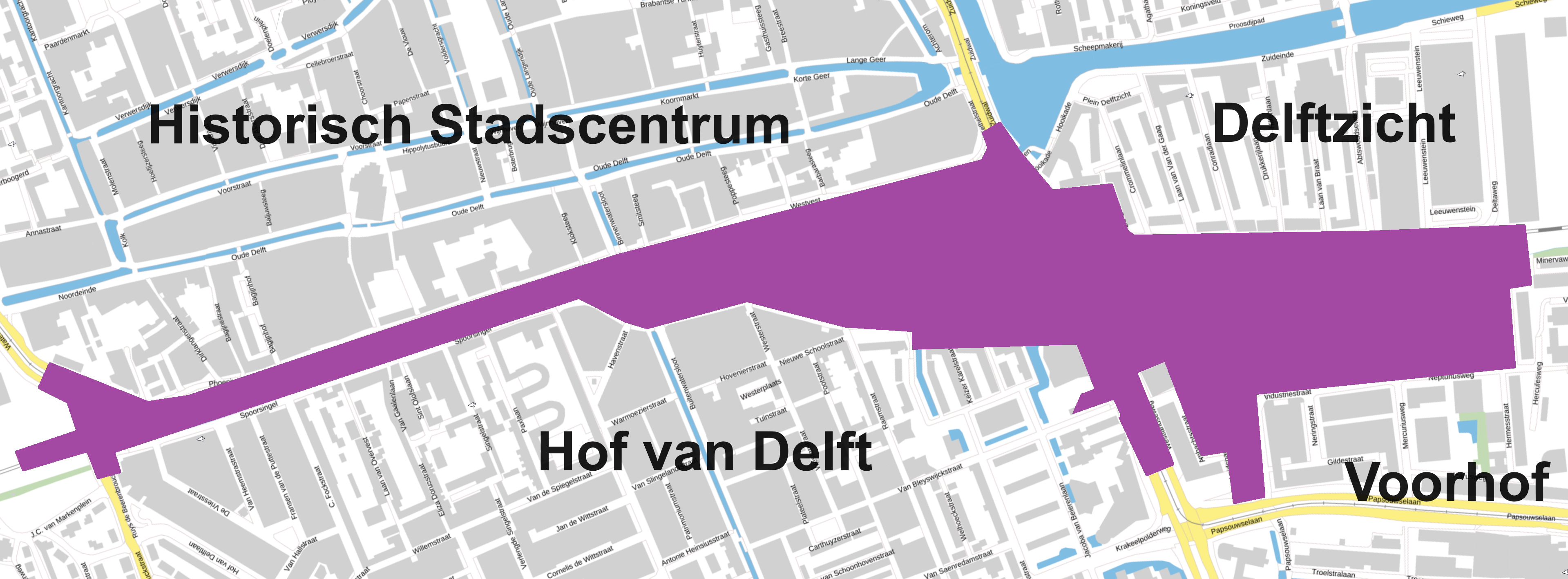
Ligging van de Spoorzone tussen de historische binnenstad, de wijk Hof van Delft, de wijk Voorhof en de buurt Delftzicht

Na de financiële toezegging vanuit het Rijk om een groot deel van de kosten van de spoortunnel op zich te nemen, kon er door de gemeente spijkers met koppen geslagen worden. Vijf stedenbouwkundigen werden benaderd voor het opstellen van een plan van aanpak voor de inrichting van de gehele spoorzone. De eerste opzet van de Spaanse stedenbouwkundige Joan Busquets stak er met kop en schouders bovenuit, waarna het college van B&W besloot om aan hem de opdracht te verlenen.  
De bovengrondse spoorlijn had gedurende haar bestaan gezorgd voor een harde knip tussen de verschillende delen van de stad. Busquets kreeg de opdracht om de vier omliggende stadsdelen in alle windstreken met elkaar te verbinden, en ruimte te genereren voor zoveel mogelijk woningen, een station, een stadskantoor en kantoren. Ook moest de sociale veiligheid en het aanzien van de historische stadsrand verbeterd worden, en moest er ondergronds een tunnel met vier sporen komen.   
In april 1999 presenteerde Busquets het document "Spoorzone Delft - een visie op stedelijke verbetering". In zijn ontwerp had hij rekening gehouden met de historische waarden van de binnenstad. Zo werden oude structuren teruggebracht die door toedoen van de spoorlijn verdwenen waren, zoals een stadsgracht over de hele lengte van de Phoenixstraat, en werden de contouren van het vroegere bolwerk hersteld als bijzondere ingang naar de binnenstad. Het lijnenspel van straten en grachten vanuit de historische binnenstad was doorgevoerd in het bovengrondse nieuw in te richten gebied, met lagere bebouwing grenzend aan de historische binnenstad, en hogere bebouwing in de richting van de wijk Voorhof. Verder bevatte het visiedocument een groot langgerekt stadspark op het dak van de spoortunnel, een ondergronds station met veel daglicht, en meerdere ondergrondse parkeergarages.  Het plan werd warm onthaald en de kranten schreven er lovend over.

### 2003: Masterplan Spoorzone Delft

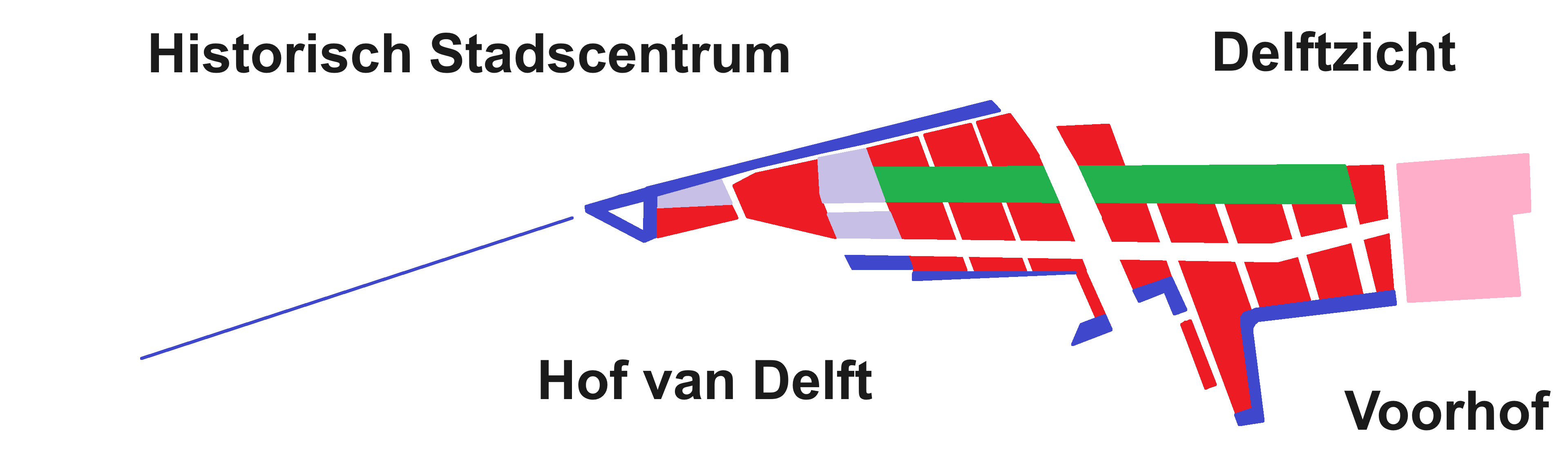
Ligging van de bebouwing (in rood) en ligging stadspark (in groen) in de Spoorzone volgens het Masterplan Spoorzone Delft uit 2003

De visie van 1999 werd verder uitgewerkt, en leidde in 2003 tot het Masterplan Spoorzone Delft, een integraal plan voor de herontwikkeling van de spoorzone. Het masterplan volgde grotendeels de visie uit 1999, met een paar afwijkingen. Zo maakte Busquets in het visiedocument van 1999 nog gebruik van de Irenetunnel als busstation. Het idee was toen nog dat de spoortunnel onder de Irenetunnel door zou lopen. Die oplossing werd echter gezien als te duur en te onpraktisch.  Ook liep er niet langer een stadsgracht over de Phoenixstraat, langs molen De Roos en de Bagijnetoren. Om de molen zich te kunnen laten spiegelen in het water, zoals de bedoeling was, moest de tunnel minstens een halve meter dieper worden aangelegd. Dit zou minstens 3 miljoen euro extra kosten. Daarnaast zou het autoverkeer voortaan niet meer over de Phoenixstraat maar over de tegenovergelegen Spoorsingel moeten rijden, iets wat de Spoorsingelbewoners niet zagen zitten.    
Het masterplan uit 2003 werd vertaald naar een bestemmingsplan dat in februari 2006 werd vastgesteld. Daarin werden 1.500 woningen voorzien, en zo'n 54.000 m² aan nieuwe kantoorruimte. Ruim de helft daarvan zou terechtkomen in het nieuw te bouwen stadskantoor. De eerste treinen moesten in 2013 gaan rijden door een van beide tunnelbuizen. Daarna kon de bouw van de andere tunnelbuis beginnen. Als alles volgens plan verliep, zou de gehele spoortunnel in 2016 klaar zijn.

### 2013: Nieuw Delft 2025

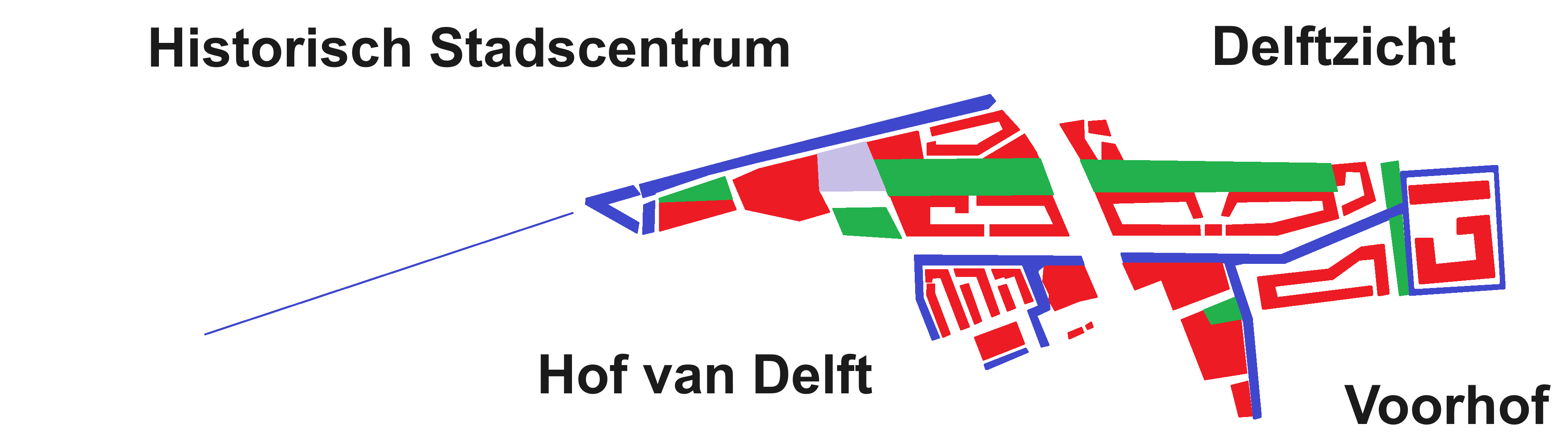
Locatie van de bebouwing (in rood) en ligging parken (in groen) in de Spoorzone volgens Nieuw Delft 2025 uit 2013

De kredietcrisis tussen 2007 en 2011 gooide roet in het eten. De grondprijzen daalden en de twee projectontwikkelaars die de woonblokken uit het Masterplan van Busquets moesten gaan neerzetten, trokken zich terug uit het project. De gemeente zocht vervolgens naar een nieuw plan, waarbij de verschillende braakliggende velden in fases konden worden bebouwd. 
Drie stedebouwkundige bureaus dienden eind 2012 een plan in, waarna de keuze begin 2013 op het plan Zicht op Delft van Palmbout Urban Landscapes viel. In dit plan waren de basiselementen uit het oorspronkelijke plan van Busquets behoudenː de hoofdinfrastructuur, de locatie van de verschillende bouwvelden en de aanleg van een stadspark boven op de spoortunnel. De parallellogramvormige bouwblokken werden echter losgelaten, en de invulling van de verschillende gebieden werd flexibeler om het neerzetten van een project voor meerdere partijen aantrekkelijk te maken. Het plan werd in 2013 verder uitgewerkt in het Integraal Ontwikkelingsplan Nieuw Delft 2025.
Voor de ondergrondse tunnelbuizen en het meest noordelijk bovengrondse deel van de Spoorzone bleef het oorspronkelijke plan uit 2003 van kracht. Het nieuwe plan uit 2013 had betrekking op het bovengrondse deel van de Spoorzone, vanaf het Bolwerk tot de zuidelijke tunnelmond. Het gebied van zo'n 24 hectare groot werd opgeknipt in drie op te leveren buurten - de Coendersbuurt, het Abtswoudse Hof en het Van Leeuwenhoekkwartier - met elk hun eigen karakter. De exacte bebouwing werd in het plan niet vastgelegd. Wel werden de buurten verdeeld in verschillende velden, met daarbinnen een of meerdere te bebouwen kavels. Voor elk veld werd een minimale en maximale bouwhoogte vastgesteld. Voor het Van Leeuwenhoekkwartier en de Abtswoudse Hof werd vastgelegd dat de gebouwen op de hoekpunten van elk bouwveld hoger moesten worden dan de tussenliggende bebouwing, om zo de suggestie te wekken van "boekensteunen". De boekensteunen moesten door professionele projectontwikkelaars gerealiseerd worden. De kavels ertussen werden voor de bouw van huizen en appartementen beschikbaar gesteld aan particulieren, coöperaties en ontwikkelaars.

## Uitvoering

### Bouwpartners
Het spoorzoneproject moest een samenwerkingsproject worden tussen de Gemeente Delft en spoorbeheerder ProRail. 
Voor een soepel verloop van het project, op afstand van de dagelijkse politiek, richtte de gemeente op 1 januari 2007 het Ontwikkelingsbedrijf Spoorzone Delft (OSD) op. Deze overheids-BV zou de ontwikkelingen en afspraken in het hele Spoorzonegebied voorbereiden en uitvoeren in opdracht van de gemeente, samen met de verschillende partners. ProRail was - in opdracht van het ministerie van Verkeer en Waterstaat - de formele opdrachtgever voor de bouw van het station en de aanleg van de spoortunnel. Daarnaast werd ProRail in opdracht van OBS ook verantwoordelijk voor de bouw van de ondergrondse parkeergarage en een deel van de inrichting van de openbare ruimte.
In 2008 werd bepaald wie de bouw van de spoortunnel zou gaan uitvoeren. Het bureau Grontmij werd verantwoordelijk voor de ontwerpen, en de bouwwerkzaamheden zouden worden uitgevoerd door de Combinatie CrommeLijn VOF (CCL). CCL bestond uit de samenwerkende bouwbedrijven Mobilis BV, aannemingsmaatschappij CFE NV en de Dura Vermeer Groep NV. De naam van de combinatie was een knipoog naar een anekdote rond de aanleg van de eerste spoorlijn in 1847. De werkzaamheden omvatten de aanleg van de 2,3 kilometer lange spoortunnel, een ondergronds station met fietsenstalling en een ondergrondse parkeergarage. Ook zou CCL het hele plangebied bouwrijp maken, en de inrichting van de openbare ruimte verzorgen.
Voor de stedelijke ontwikkeling, ofwel de bouw van 23.000 m2 aan kantoorruimte en zo'n 1.500 woningen, was de gemeente in 2005 al een raamgrondovereenkomst aangegaan. De bouw zou worden uitgevoerd door de projectontwikkelaars Ballast Nedam Ontwikkeling en NS Vastgoed, die hiervoor de Ontwikkelingscombinatie Spoorzone Delft CV (OCSD) hadden opgericht. OCSD stuurde het ontwerp en de ontwikkeling van de woningen en kantoren aan, en zou hiervoor de architecten en aannemers selecteren.

### Het stationsplein kleurt blauw

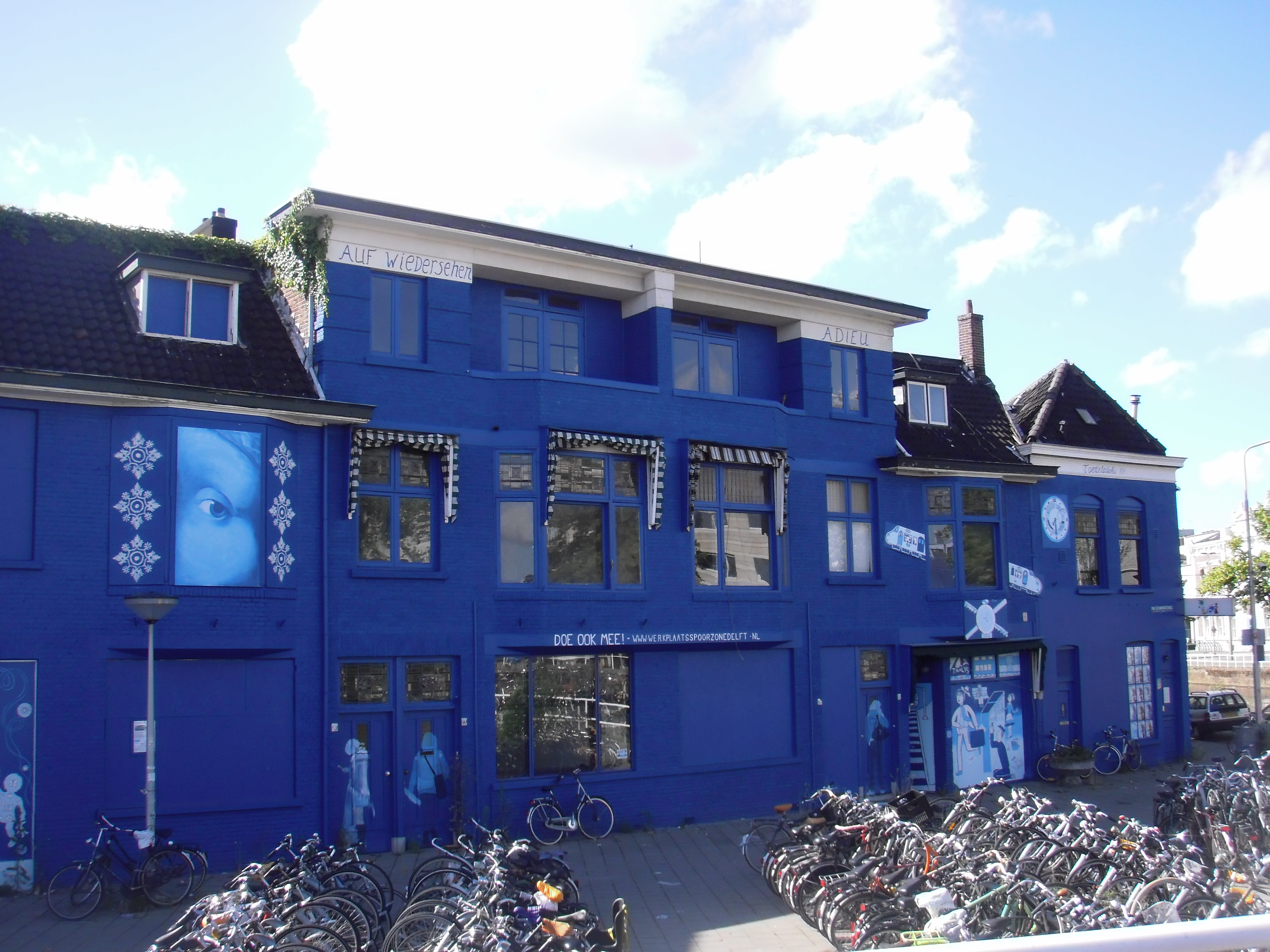
Blauw geschilderde leegstaande huizen aan het stationsplein, kort voor de sloop

Vanaf rond de eeuwwisseling was gemeente Delft begonnen met het aankopen van panden die voor de komst van de spoortunnel gesloopt moesten worden, en werden burgers gestimuleerd om te verhuizen. Over vier bedrijven uit de stationsbuurt die voor spoortunnel moesten wijken, maakte Coen de Jong de film "Morgen is Gisteren" die in 2009 in première ging.
Begin 2009 waren veel bewoners inmiddels al weggetrokken uit de Stationsbuurt. Om te voorkomen dat de wijk door alle leegstand verpauperde, ontstond het idee om de bebouwing om te toveren tot tijdelijk kunstproject. Werkplaats Spoorzone Delft (WeSD) voerde het idee uit met scholieren van de Freinetschool en het Grotiuscollege, en verschillende kunstenaars. Ook grafittikunstenaar Arend Maatkamp verleende zijn medewerking. De panden aan het stationsplein werden Delfts blauw, en versierd met tekeningen, teksten en gedichten. Ook de loods aan de achterkant van het station werd onder handen genomen.
Het blauw schilderen van huizen aan het Stationsplein was overigens niet het enige initiatief dat door de WeSD zou worden genomen. De WeSD was opgericht door betrokken burgers, toen de plannen voor de aanleg van de spoortunnel concreet werden. Men had als doel voor ogen om burgers met sociaal culturele activiteiten laagdrempelig bij het spoorzoneproject te betrekken. Naast het beschilderen van de bebouwing organiseerde WeSD onder meer ook rondleidingen, workshops, optredens op bijzondere locaties en lespakketten voor de basisschool. 

### Voorbereidingen en sloopwerkzaamheden

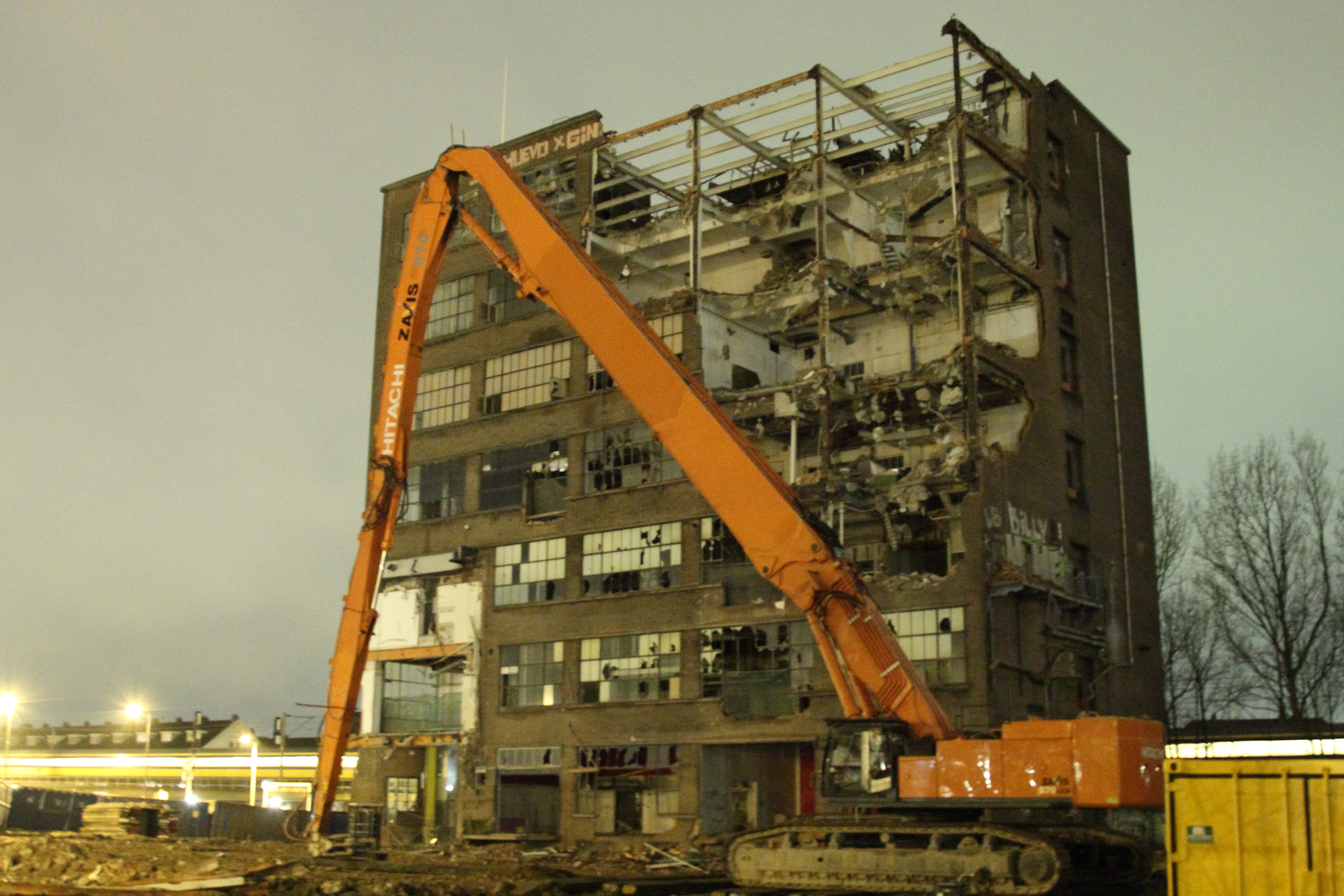
Sloop Bacinol in Delft noord (2009)

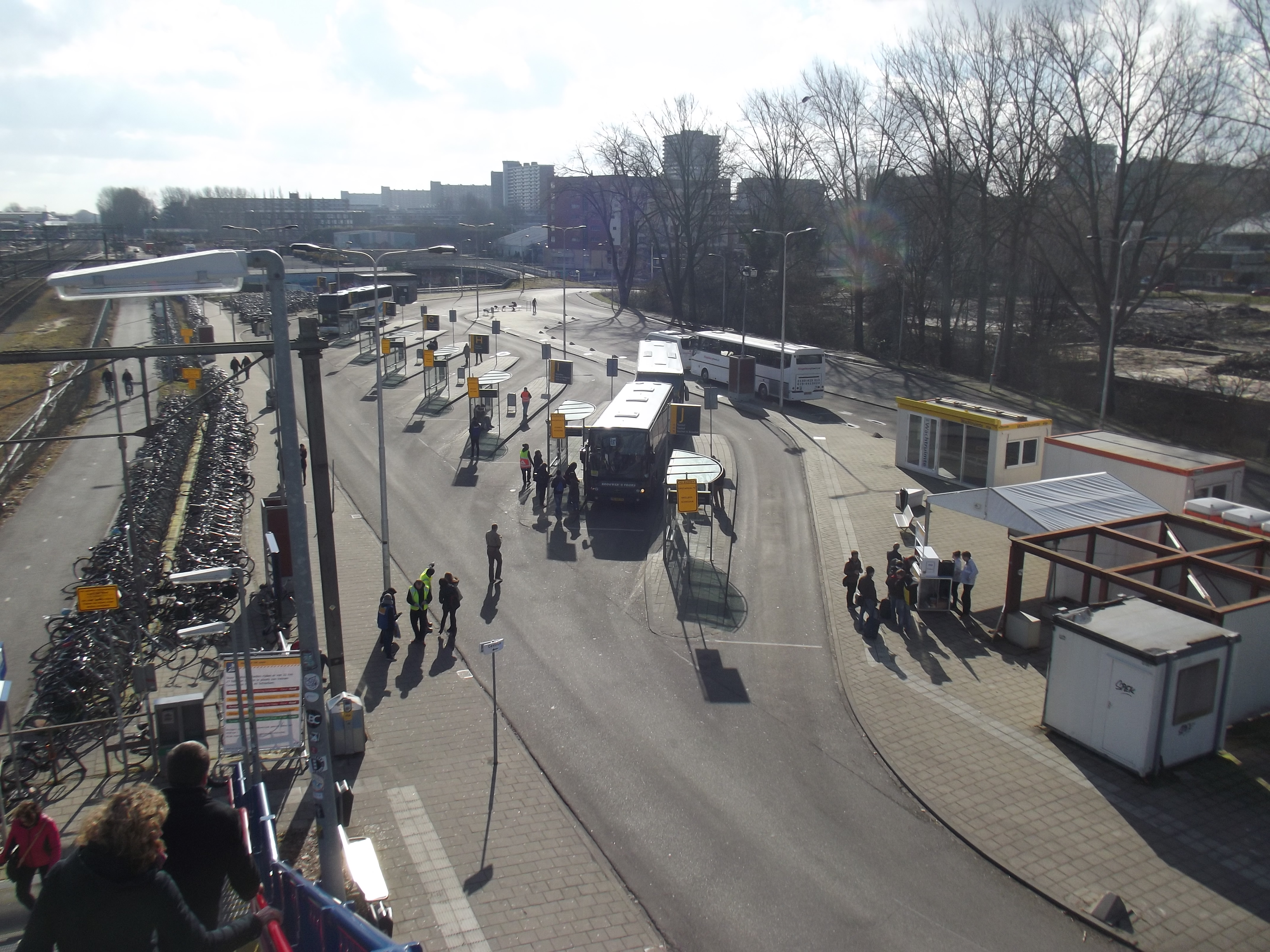
Tijdelijk busplein (2010-2015)

In 2009 werden de voorbereidingen getroffen om ruimte te maken voor de aanleg van de eerste tunnelbuis. In het noorden van de stad werd het fabriekspand Bacinol gesloopt, dat zich precies op de plek bevond waar de ingang van de spoortunnel moest komen. Vanaf de zomer van 2009 werd ook de Stationsbuurt met de grond gelijk gemaakt. De sloopwerkzaamheden op het industriegebied ten zuiden van de stationsbuurt vond plaats in 2010. Na de sloop werden de terreinen bouwrijp gemaakt voor de aanleg van de spoortunnel. 
Behalve sloopactiviteiten werden er kabels en leidingen verlegd en bomen verplant, werd de baan van tramlijn 1 verschoven en verhuisden het busstation, de taxistandplaats en de fietsenstalling naar een tijdelijke locatie aan de achterkant van het station. Overal waar er bebouwing stond in een straal van 20 meter rond de aan te leggen tunnel werden door ProRail de funderingen onderzocht, om te kunnen bepalen welke bouwmethode het meest geschikt was. Kwetsbare gebouwen werden voorafgaand aan de bouw extra versterkt, om ze beter bestand te maken tegen trillingen en vervorming van de grond.
De voorbereidingen kostten meer tijd dan verwacht. Het verleggen van kabels en leidingen in de grond verliep langzamer dan vooraf ingeschat, en ook was er meer tijd nodig voor afstemming tussen verschillende betrokken partijen. De bouw van de spoortunnel liep daardoor al in het eerste jaar vertraging op.

### Tunnelbouw

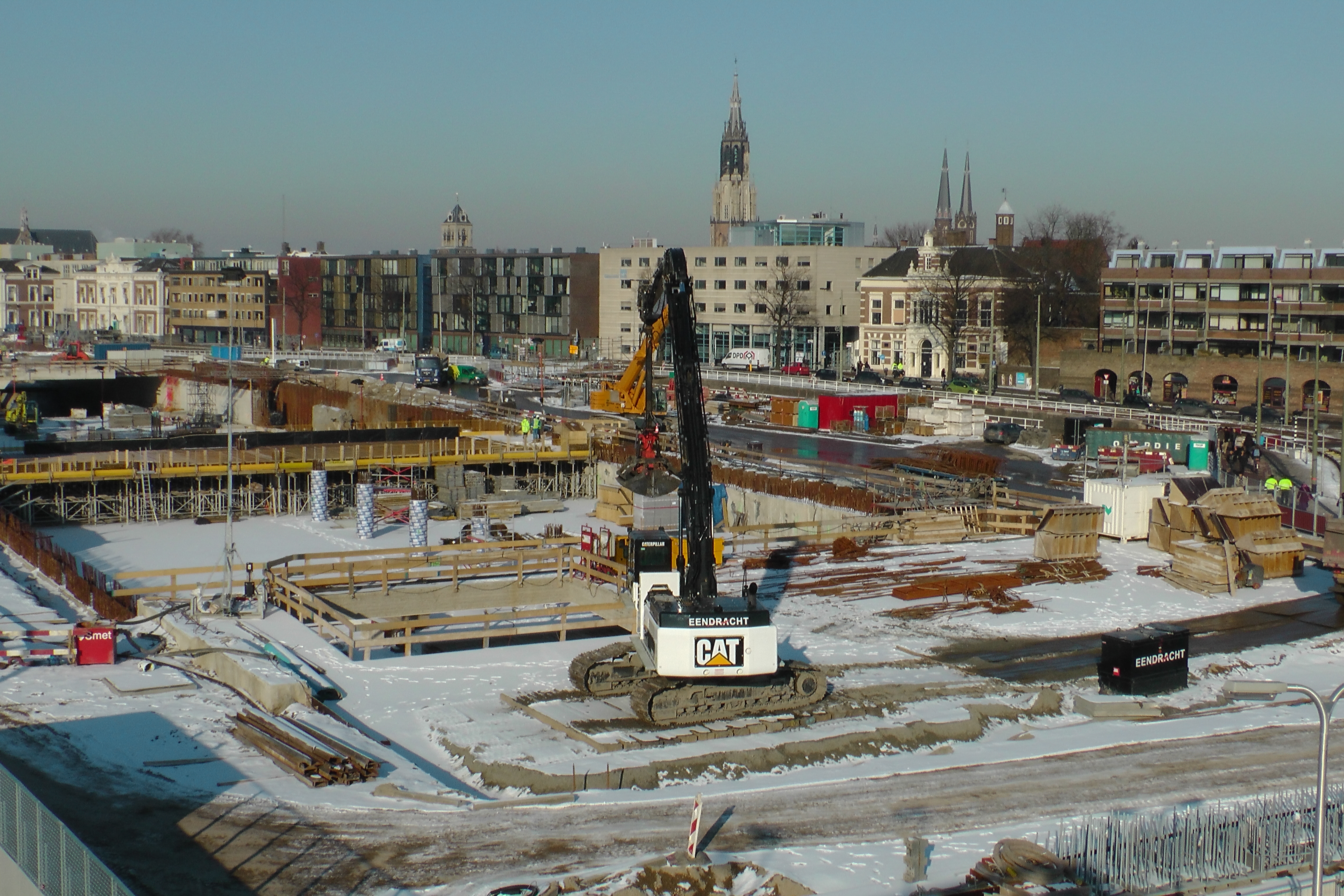
Aanleg spoortunnel t.h.v. het stationsplein

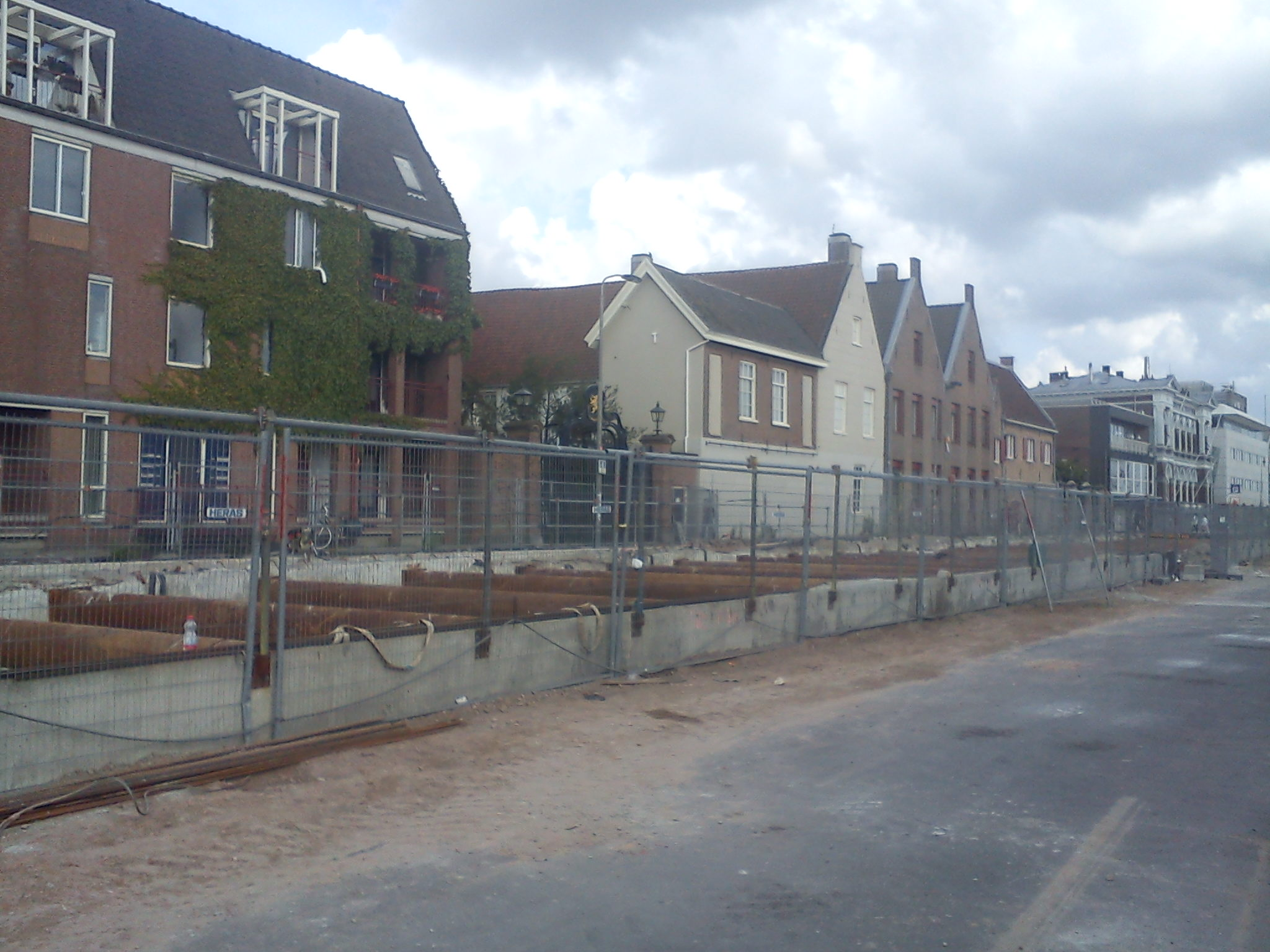
Tunnelbouw aan de Phoenixstraat (2011)

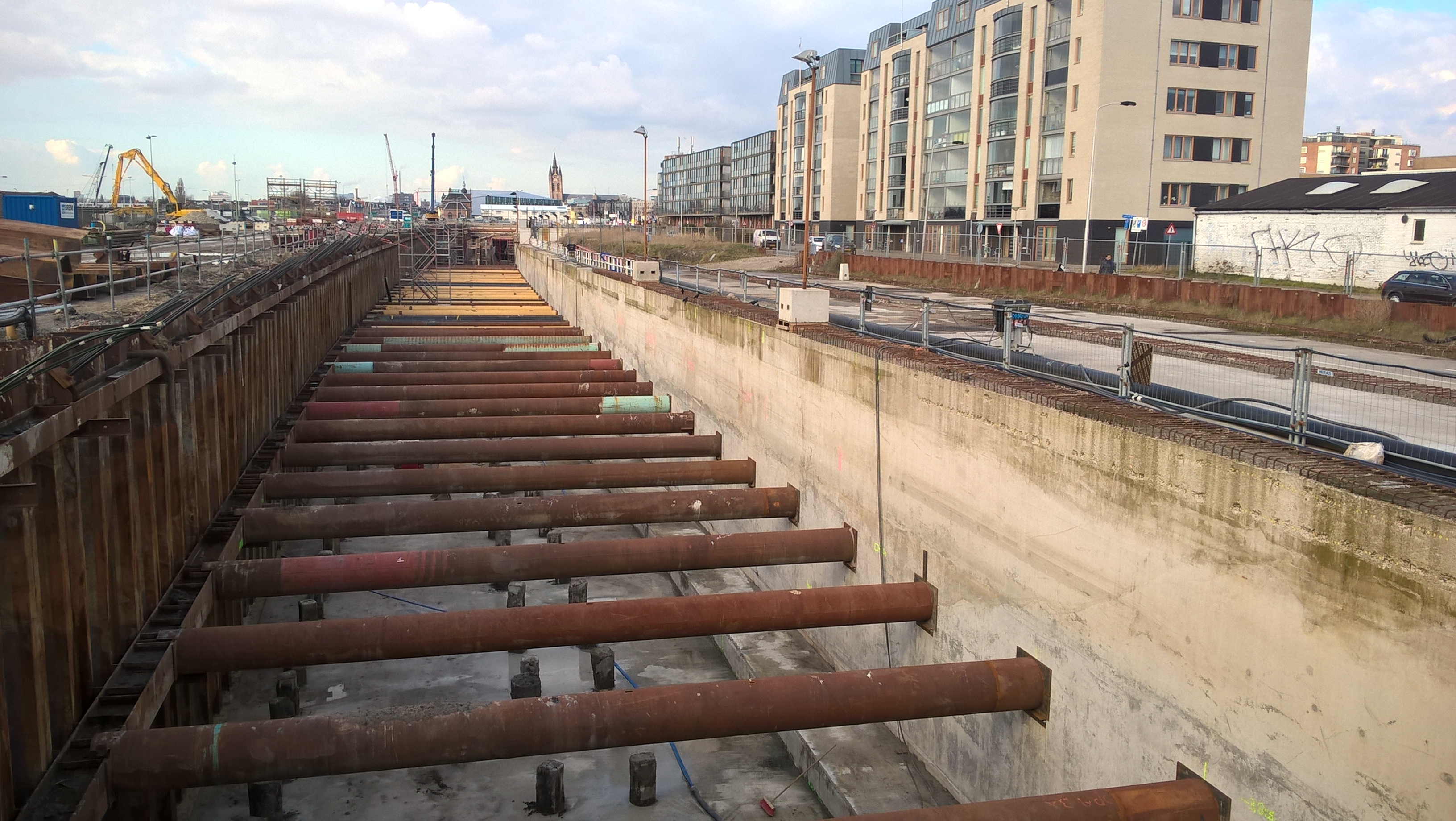
Damwandconstructie aan de Engelsestraat

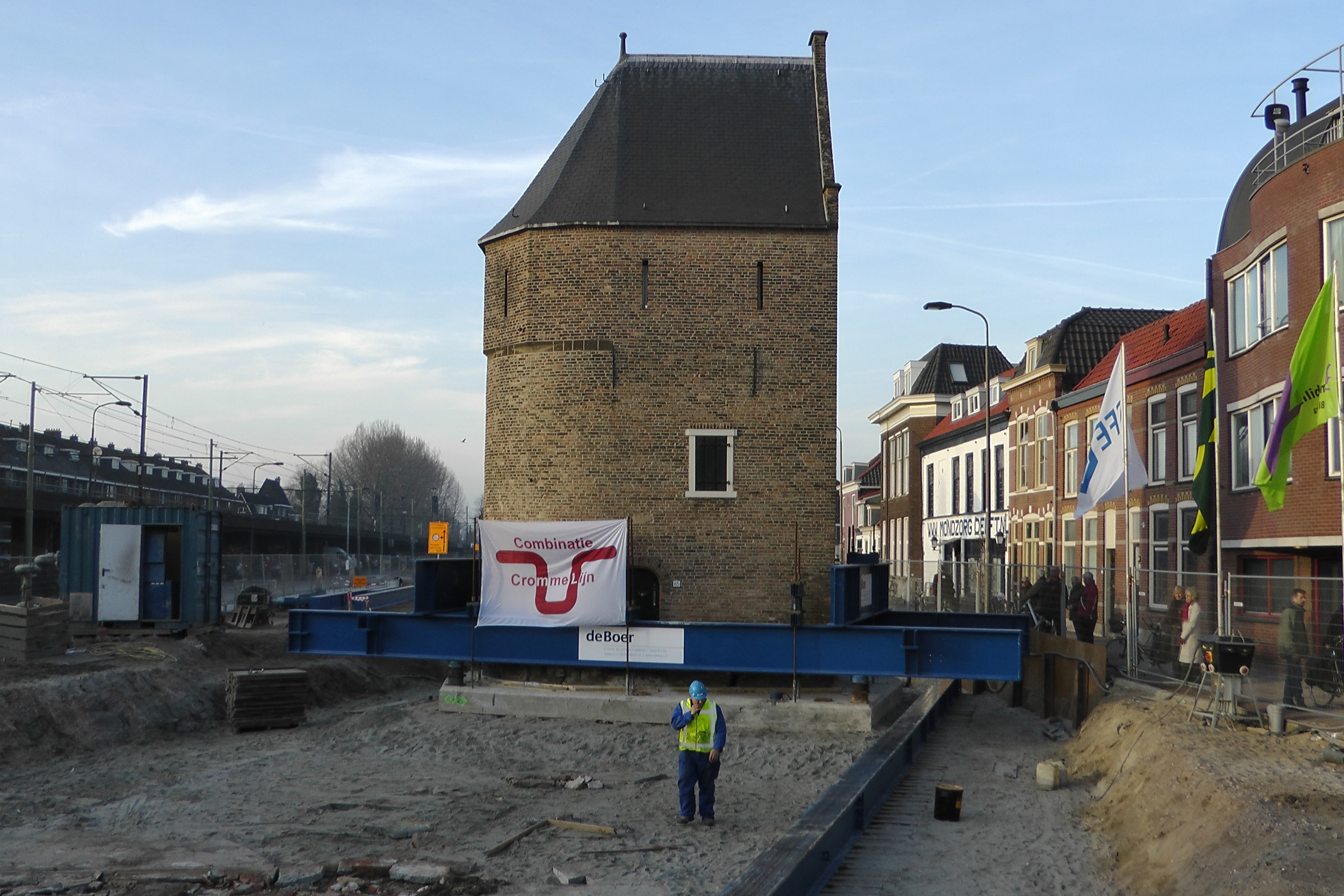
Verplaatsing monumentale Bagijnetoren

De aanleg van de spoortunnel startte in het voorjaar van 2010. Ter hoogte van de Phoenixstraat en de Spoorsingel, waar de bebouwing dicht op de tunnel staat, koos men voor een constructie met diepwanden. Bij de diepwandconstructie worden eerst de tunnelwanden en het dak geplaatst, en wordt de tunnel vervolgens uitgegraven en afgebouwd. Het is een langzame, maar secure techniek die minder trillingen in de grond geeft, waarmee het risico op eventuele schade aan omliggende gebouwen beperkt werd. Tijdens de aanleg van de tunnel tussen de Phoenixstraat en de Spoorsingel werden de bewegingen van de panden rondom de tunnel 24 uur per dag met prisma's en meetapparatuur in de gaten gehouden, om direct in te kunnen grijpen bij een kans op scheuren in de omliggende bebouwing. Ook kon men met deze techniek snel verder werken aan de bovengrondse infrastructuur. Dezelfde methode werd ook toegepast ter hoogte van het nieuwe station, waar de wanden verder van elkaar moesten komen te staan. Zo kon men de tunnel uitgraven zonder tijdelijke ondersteuning van tussenstempels. Daarnaast moesten de diepwanden ook gaan fungeren als fundering van het stadskantoor.
In het zuidelijk deel van de spoorzone, aan de Engelsestraat, werd in juni 2010 gestart met het intrillen van damwanden. Bij de damwandconstructie worden eerst tijdelijke stalen hulpwanden geplaatst, waarna de tunnel kan worden uitgegraven. Daarna worden achtereenvolgens de tunnelvloer, de wanden en het dak aangebracht. Wanneer het beton eenmaal is uitgehard, kunnen de hulpwanden verwijderd worden. Het is een snellere en minder kostbare methode, die in dit gebied goed gebruikt kon worden omdat er zich hier weinig bebouwing bevond waar rekening mee gehouden moest worden.
In het stationsgebied werden direct zowel de oost- en westbuis aangelegd. In het noordelijke en het zuidelijke gebied werd in eerste instantie enkel de oostelijke tunnelbuis aangelegd, omdat de plek van de westelijke tunnelbuis nog door het bovengrondse tracé in beslag werd genomen.
Om plaats te maken voor de tunnelbouw werden de monumentale bouwwerken molen "De Roos" en de Bagijnetoren aan de Phoenixstraat tijdelijk verplaatst. De Bagijnetoren, het oudste bouwwerk in de spoorzone, werd geplaatst op een vloer van gewapend beton, en vervolgens, in februari 2011, 15 meter naar het noorden gereden om plaats te maken voor de bouw. In juli 2011 werd de toren weer teruggeplaatst. Voor de molen was een horizontale verplaatsing niet mogelijk. In plaats daarvan werd de molen in juli 2012 een meter opgevijzeld, om de bouw van de tunnel mogelijk te maken. Nadat het tunneldak was aangebracht, werd de molen in december weer neergelaten.

### Stadskantoor en station

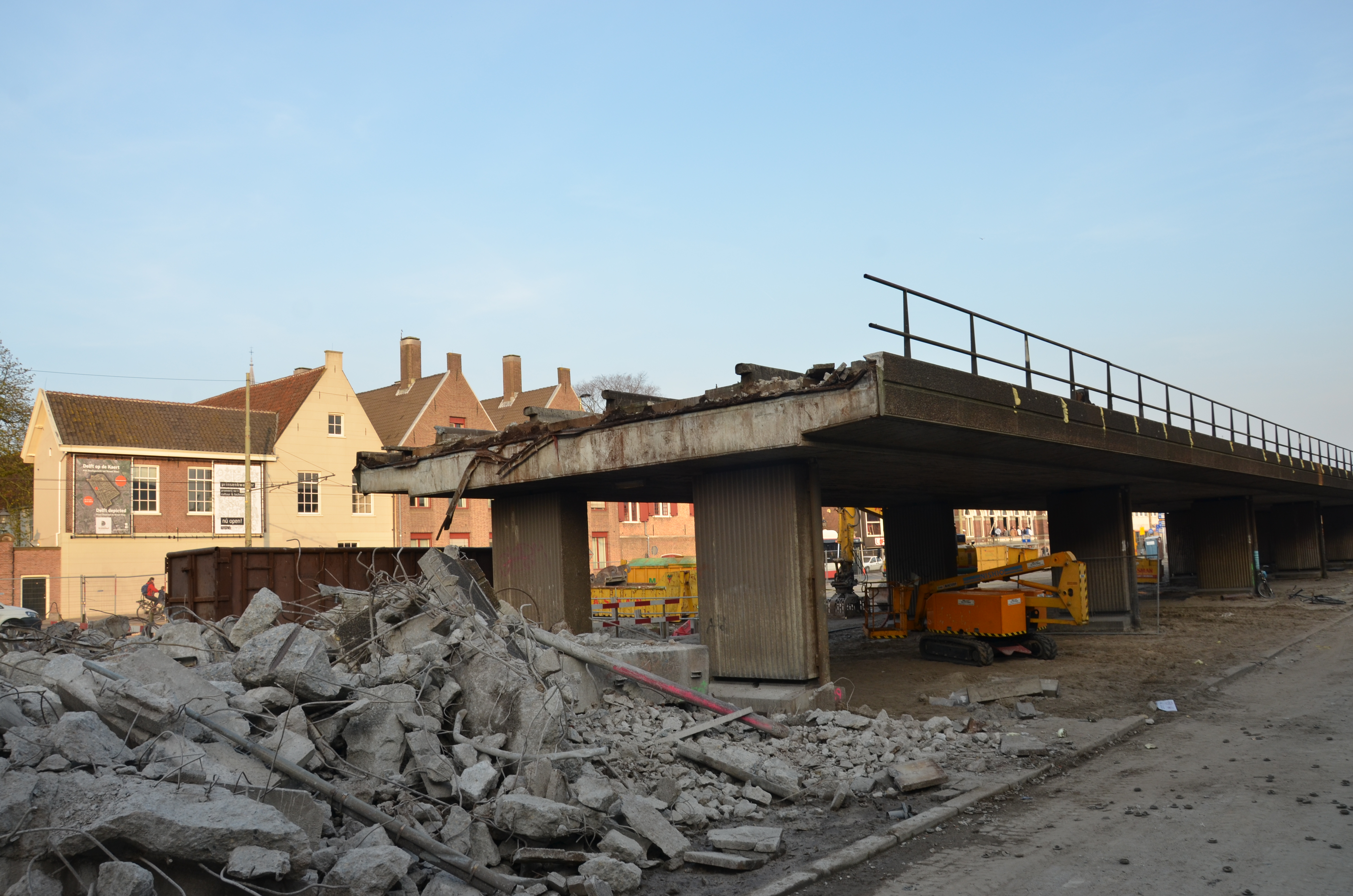
Afbreken spoorviaduct in 2015

De oostelijke tunnelbuis kwam in 2013 casco gereed. Daarna kon er gestart worden met de opbouw van het stalen geraamte van het stadskantoor en de stationshal, waarna de glazen gevels gemonteerd konden worden. In 2014 was de buitenkant van het gebouw dicht, en in 2015 werd ook de kelder opgeleverd. 

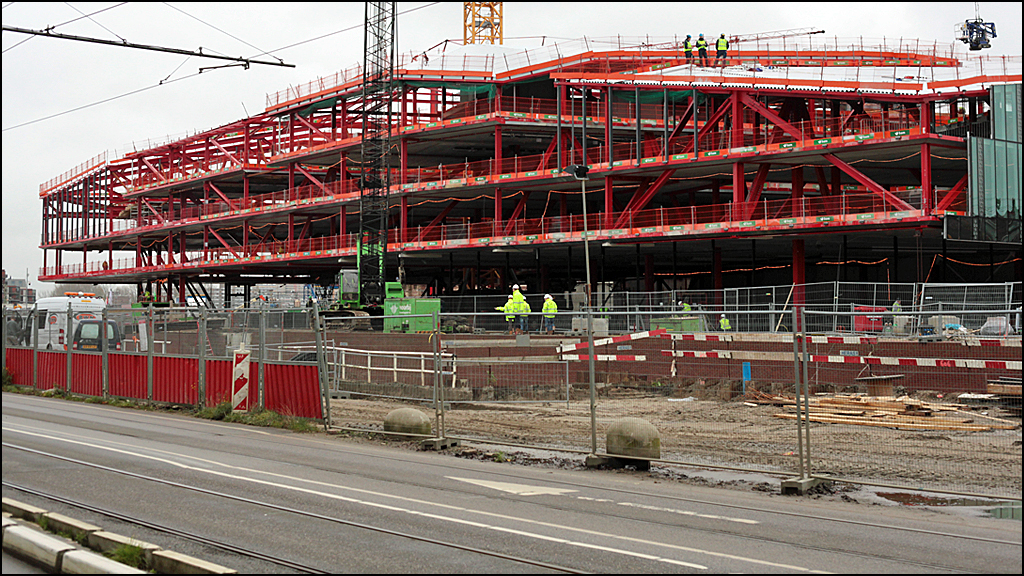
Stadskantoor/station in aanbouw

Toch was het stadskantoor niet helemaal klaar. Slechts tachtig procent van het stadskantoor annex stationshal was afgebouwd toen de spoortunnel werd geopend, en aan de achterzijde van het gebouw bevond zich slechts een tijdelijke gevel. 
In de nacht van 21 op 22 februari 2015, om 1:25 vertrok de laatste trein vanuit station Delft over het spoorviaduct richting Den Haag. Een week later, op 28 februari, werd de spoortunnel in gebruik genomen. De tunnel werd op 9 april 2015 officieel geopend.Na het in gebruik nemen van de spoortunnel kon de ontmanteling van het spoorviaduct en de rest van het bovengronds tracé worden uitgevoerd. Zodra het oude spoor was ontmanteld, kon de publiekshal van de gemeente Delft, aan de achterzijde van het gebouw, worden bijgebouwd, die gepland stond op de plek van het oude spoor. Het stadskantoor was in 2017 volledig voltooid.
De Prinses Irenetunnel werd in 2015 grotendeels gesloopt. Een klein stuk van de tunnel bleef voor het tramverkeer nog in gebruik tot juni 2016. Daarna werd ook de trambaan gesloopt. De Abtswoudse tunnel ging definitief dicht in 2016.
Op 8 november 2018 waren alle werkzaamheden in samenwerking met ProRail afgerond en werd het Ontwikkelingsbedrijf Spoorzone Delft opgeheven.

### Stedelijke ontwikkeling

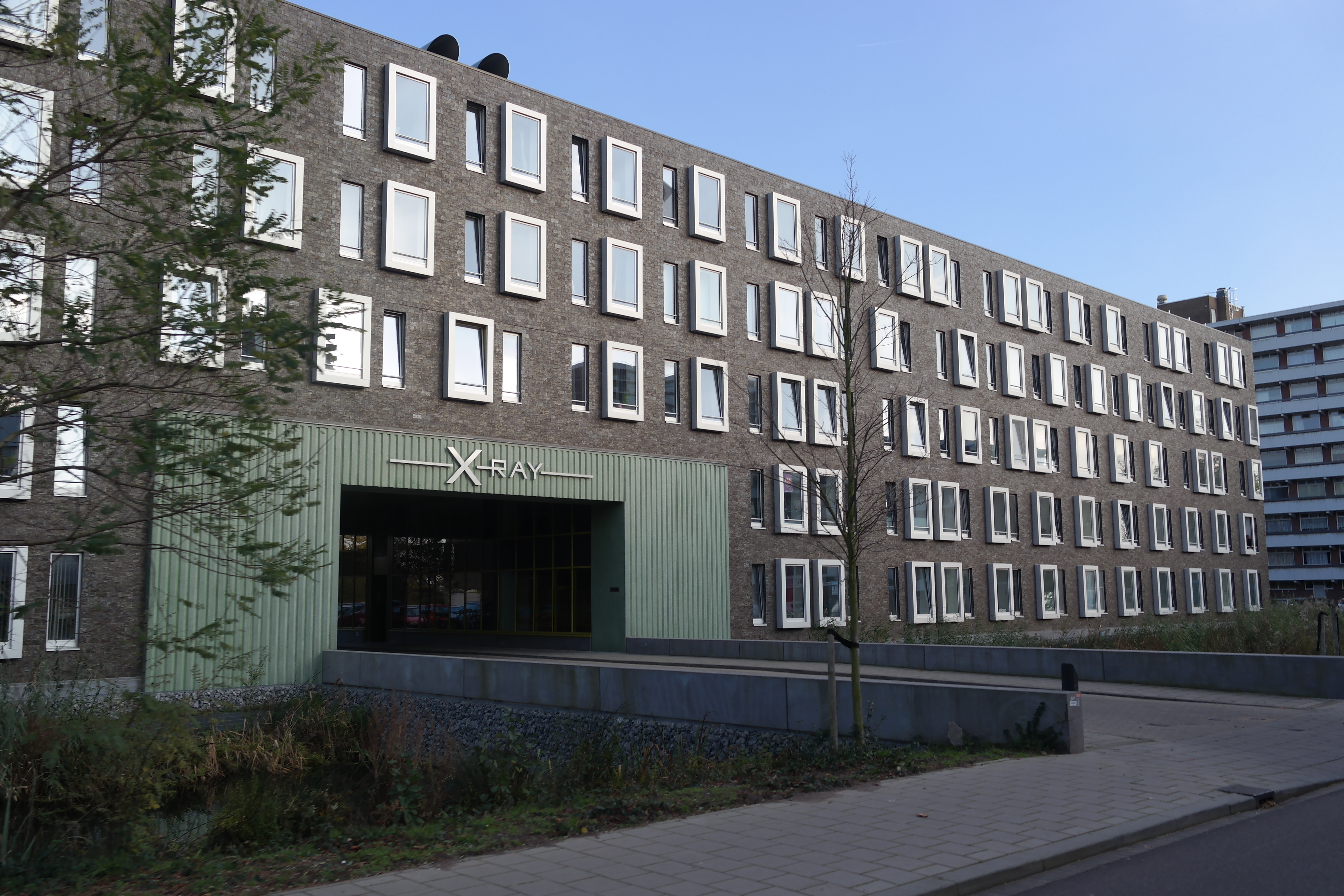
Studentencomplex X-Ray, opgeleverd in 2014

Door de kredietcrisis viel de Ontwikkelingscombinatie Spoorzone Delft CV in 2011 uit elkaar. De combinatie zou alle bovengrondse bebouwing voor zijn rekening nemen, met het station annex stadskantoor als enige uitzondering. NS Poort trok zich echter geheel uit het project terug, en Ballast Nedam besloot zich te beperken tot de bebouwing van slechts een derde van het oorspronkelijke te bebouwen gebied.
De gemeente nam hierop terug de regie in handen over de stedelijke ontwikkeling, onder de naam Projectorganisatie Nieuw Delft. Er werd besloten om het bovengrondse gebied in fases te ontwikkelen, door het gebied met initiatieven van particulieren en andere marktpartijen buurt voor buurt op te bouwen. De eerste buurt die op deze manier werd ingevuld, werd de Coendersbuurt. Het eerste gebouw dat desalniettemin werd opgeleverd, was het studentencomplex X-ray in 2014, in het uiterste zuiden van het spoorzonegebied.
Afhankelijk van de marktontwikkelingen was de verwachting dat de laatste fase van de stedelijke ontwikkeling tussen 2025 en 2035 gereed zou komen.

## Financiering

### Plannen
Eind 1998 hakte het tweede Kabinet-Kok een knoop door over de bouw van de Delftse spoortunnel. In de miljoenennota van 1999 wordt een rijksbijdrage van 640 miljoen gulden (~ € 290 miljoen) opgenomen.  Op advies van het ministerie van V&W onderzoekt de gemeente ook de mogelijkheden van publiek-private samenwerking, om daarmee de rest van de plannen van het spoorzonegebied mee te kunnen bekostigen. 
Wanneer de financiering zes jaar later definitief wordt, bedraagt het toegezegde bedrag vanuit het Rijk inmiddels € 344 miljoen. Voor de spoortunnel en de stedelijke ontwikkeling eromheen is er op dat moment € 508 miljoen nodig. Het verschil wordt overbrugd door de Gemeente Delft (123 mln), stadsgewest Haaglanden (11 mln) en de provincie Zuid-Holland (30 mln). Met de verkoop van bouwgrond in het projectgebied hoopte de gemeente het grootste gedeelte van de investering (78 mln) terug te kunnen verdienen.   
Over de vraag of er nog steeds vier sporen nodig zijn, is echter discussie. Aanvankelijk wil het Rijk in 2005 niet twee, maar één tunnelbuis aanleggen. Onder minister Camiel Eurlings komt men enkele jaren later terug op deze beslissing, want het spoor van twee naar vier verbreden op een later moment zal veel duurder uitvallen dan deze direct aanleggen. Het ministerie van V&W legt hierop een halve ton bij, en wanneer de gemeente alsnog een financieringstekort ziet aankomen als gevolg van onder meer prijsontwikkelingen van de markt, inflatie en onvoorziene omstandigheden, leggen in 2008 ook de Provincie Zuid-Holland, stadsgewest Haaglanden, stadsregio Rotterdam, en het ministerie van VROM een bedrag bij. De totale begroting stijgt daarmee van 508 naar 595 miljoen. 

### Realisatie

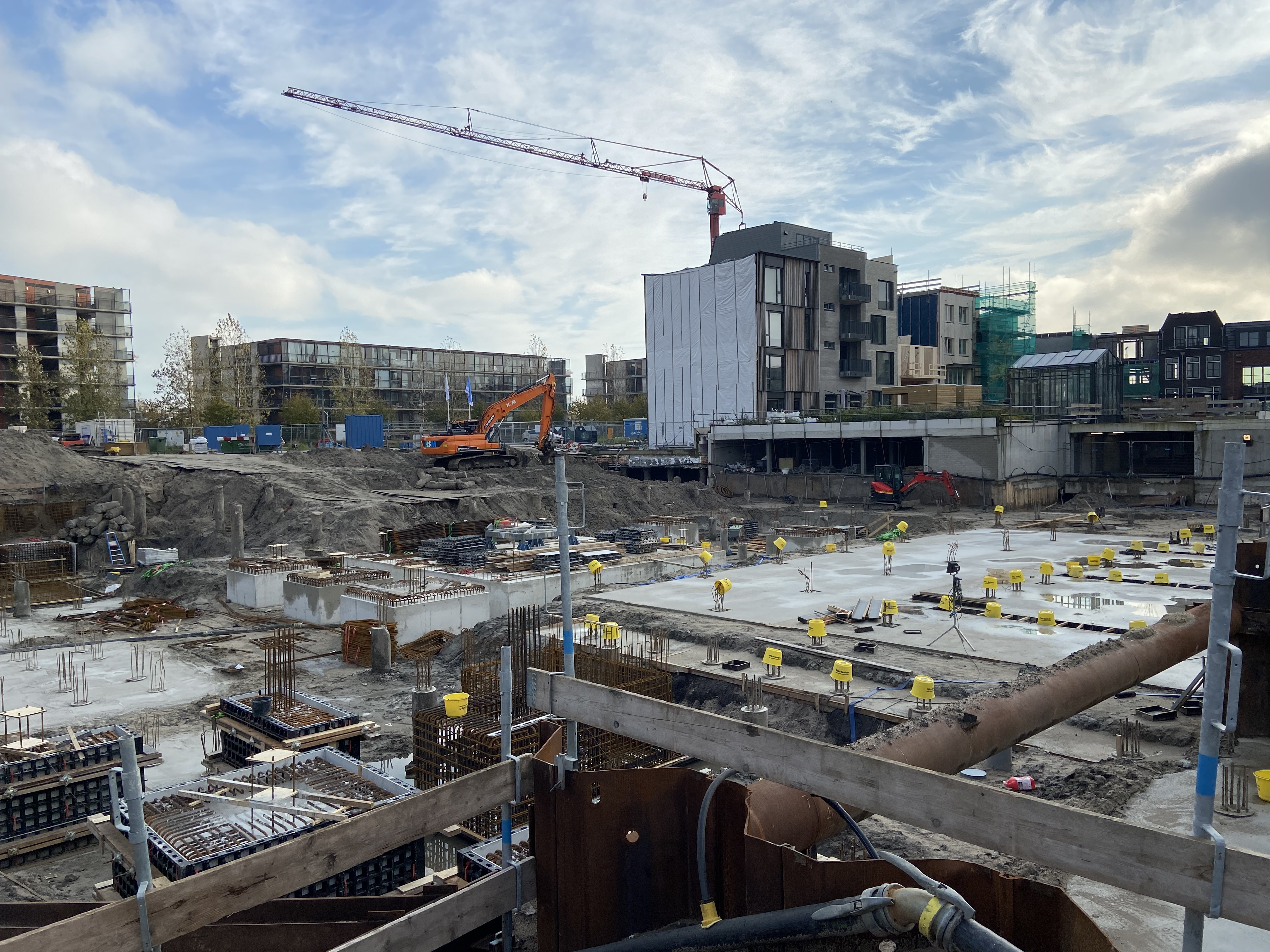
Werkzaamheden ten zuiden van de Ireneboulevard, november 2023

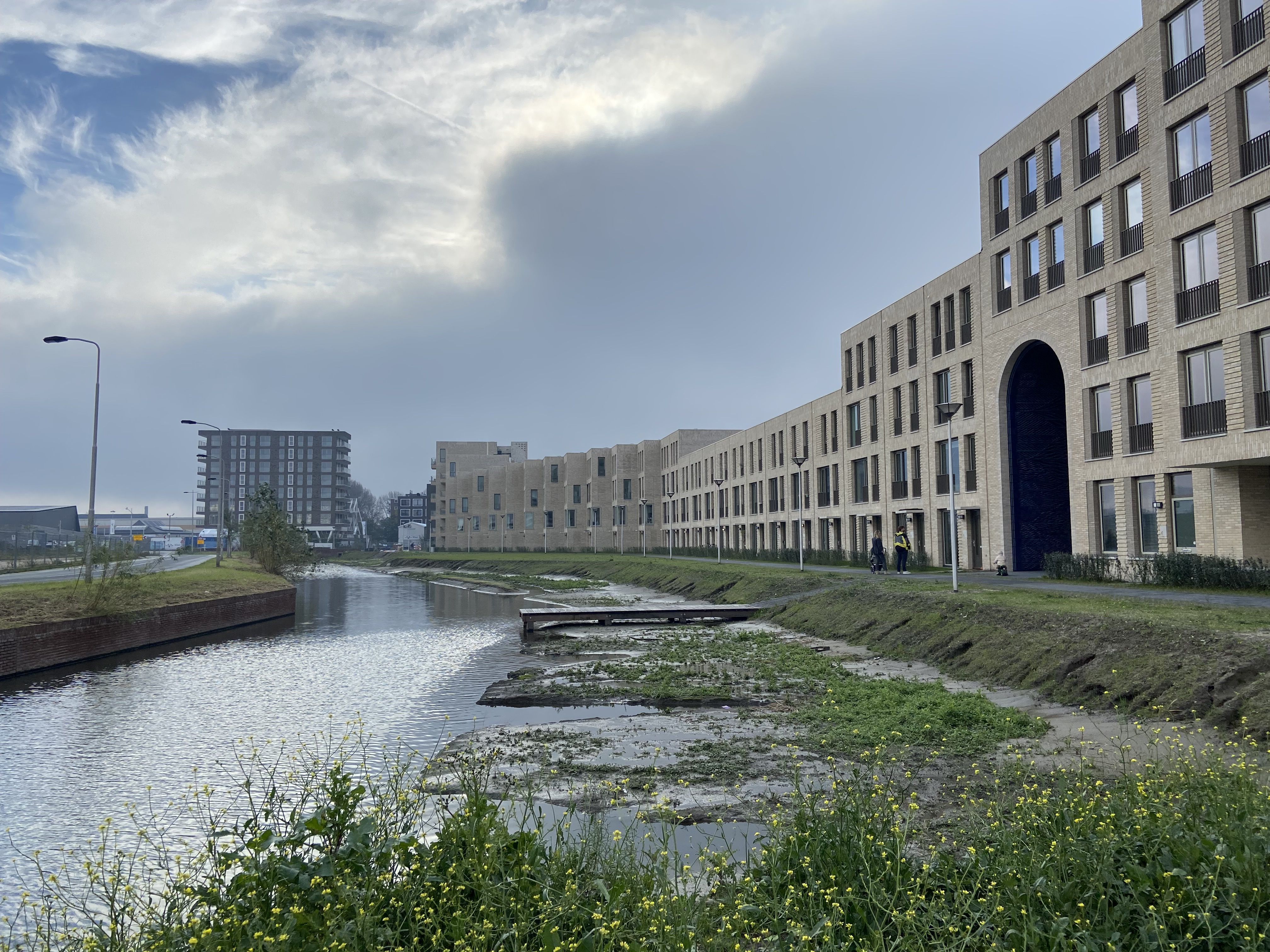
Jan Schoutensingel, november 2023

In 2009 start de realisatie van het spoorzoneproject. Door meerdere tegenvallers loopt het project daarmee in het eerste jaar meteen al een jaar vertraging op. Ook de kredietcrisis gooit roet in het eten. Voor het nieuwe station en de spoortunnel lukte het weliswaar om binnen het vastgestelde budget te blijven, maar dat gold niet voor de stedelijke ontwikkeling. De grondprijzen daalden, de beide projectontwikkelaars die het projectgebied hadden willen volbouwen trokken zich terug, en de huizenkopers bleven weg. Ook bij een ander project van de gemeente, de nieuwe wijk Harnaschpolder blijkt de gemeente miljoenen tekort te komen.  Het gat in de begroting liep op tot 80 miljoen euro. Om het gat te dichten, stegen de woonlasten zoals de ozb in Delft aanzienlijk en werd er gestuurd op de halvering van het aantal ambtenaren.
Wanneer in februari 2015 de nieuwe stationshal opent, is de gemeente op de rand van bankroet en staat ze onder verscherpt toezicht van de provincie Zuid-Holland. Om een artikel 12-status te ontlopen, zoekt de gemeente naar buitenlandse investeerders en ontwikkelaars. De gemeente weet de artikel 12-status echter af te wenden.
In januari 2016 volgt er uit een rapport van de onderzoekscommissie van de gemeenteraad dat ambtenaren, stadsbestuur en gemeenteraad van begin af aan tekortgeschoten zijn in controle op de begrotingen. Niemand had een totaaloverzicht. Ook was er een te optimistische inschatting van de kosten en te weinig rekening houden met onvoorziene omstandigheden. In 2005 reserveerde de gemeente bijvoorbeeld maar 7 procent van het budget voor onvoorziene omstandigheden, wat minder is dan de meer gangbare 10 tot 15 procent”. 
In mei 2016 presenteert de gemeente de jaarrekening over 2015, die gewag maakt van financieel herstel. De situatie is niet langer risicovol, en de stad krijgt een complimentje van de provincie Zuid-Holland. In september 2016 laat de wethouder van financiën weten dat er voor het eerst in zes jaar geen bezuinigingen nodig zijn.
De stedelijke ontwikkeling is inmiddels in handen van de gemeente Delft, onder de naam Projectorganisatie Nieuw Delft. De totale projectkosten zijn inmiddels opgelopen tot een miljard euro. Met de verkoop van nieuwe huizen, kantoren en voorzieningen wordt door de gemeente Delft een gedeelte van de kosten terugverdiend. Ook geeft de gemeente aan dat er voordeel is behaald door het werk op innovatieve wijze aan te besteden.

## Bodemvondsten

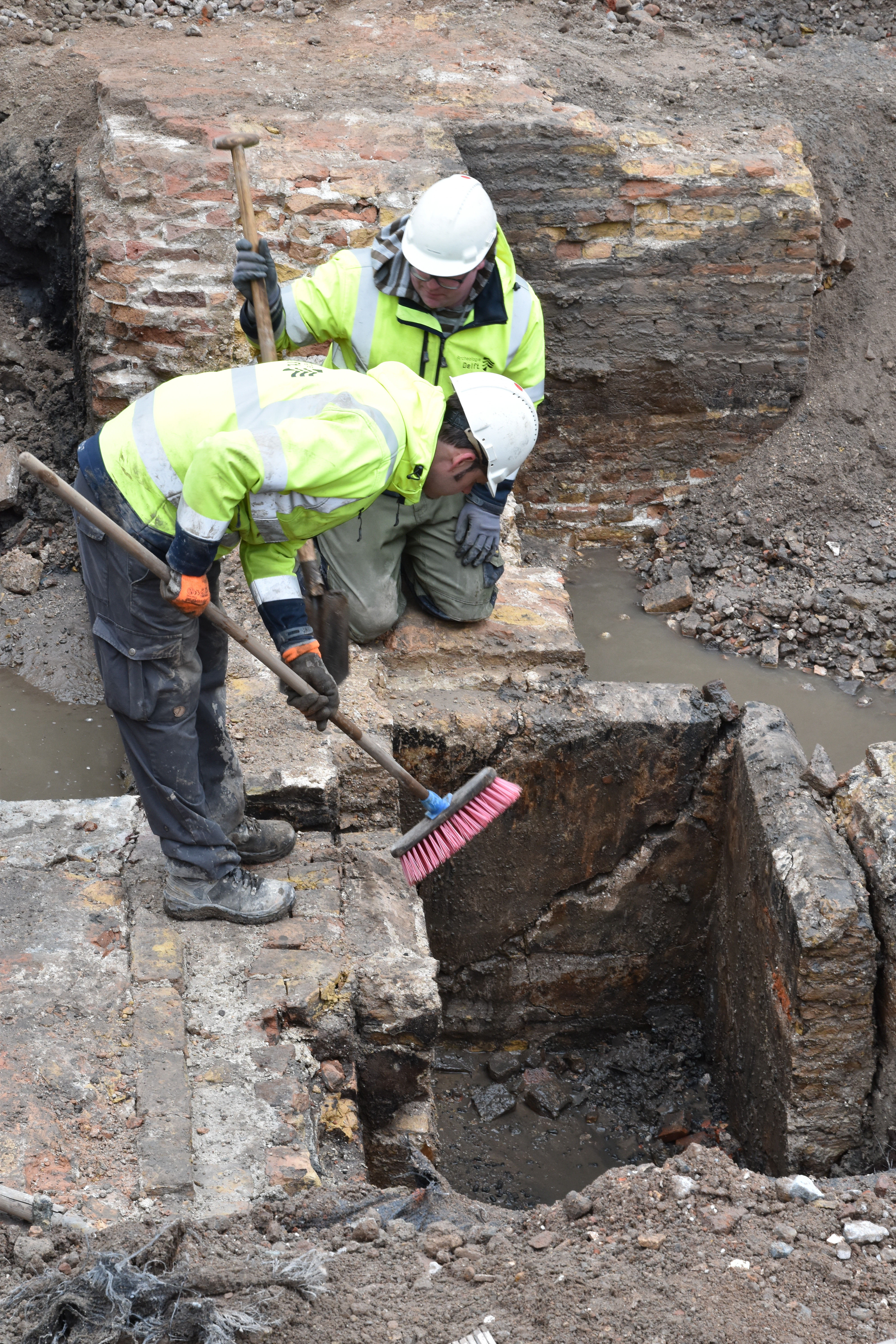
Opgravingen bij de in 1847 gesloopte Waterslootse Poort

De graafwerkzaamheden voor de nieuwe spoortunnel betekenden de grootste ingreep die tot dan toe in de Delftse bodem gedaan was, pal naast de oorspronkelijke westelijke stadsmuur. De werkzaamheden waren daarmee een Walhalla voor archeologen. 
Archeologen troffen meerdere resten aan van de vroegere Delftse vestingwerken van na 1449. Ze legden de funderingen bloot van meerdere waltorens en stadspoorten, die men tot dan toe enkel kende van tekeningen uit de stadsarchieven. Zo ontdekte men in het uiterste noorden van het plangebied de zware fundering van de Heltoren, en vond men meer naar het zuiden de resten van de waltoren van de Schoolpoort. Archeologen constateerden dat de funderingen gebouwd waren met dezelfde soorten baksteen en natuursteen, met een uniforme bouwwijze. Dit suggereerde een geplande stadsverdediging die in dezelfde periode in één keer was opgetrokken, in elk geval in dit westelijke deel van de Delftse vestingwerken. Behalve vestingwerken werden ook resten van bebouwing uit verschillende andere periodes aangetroffen.
In 2014 werd er een tien centimeter lang metalen buisje gevonden. Deskundigen oordeelden dat het ging om een telescoop uit de eerste helft van de zeventiende eeuw, gemaakt in het atelier van instrumentenmaker Evert Harmsz. Het werd daarmee de oudste telescoop die ooit in Nederland was aangetroffen.
Andere aangetroffen objecten waren onder meer verschillende gevechtsattributen zoals een ongedateerde kanonskogel en een handschoen van dun plaatijzer uit omstreeks 1700, en verschillende gebruiksvoorwerpen zoals een Bredase noodmunt uit 1577, een oranjepijp uit eind 18de eeuw. Twee van de oudste voorwerpen die werden aangetroffen, waren een ridderhandschoen en twee blijde-kogels. Van beide vondsten werd verondersteld dat ze afkomstig waren van de belegering van Delft in 1359.

## Prijzen

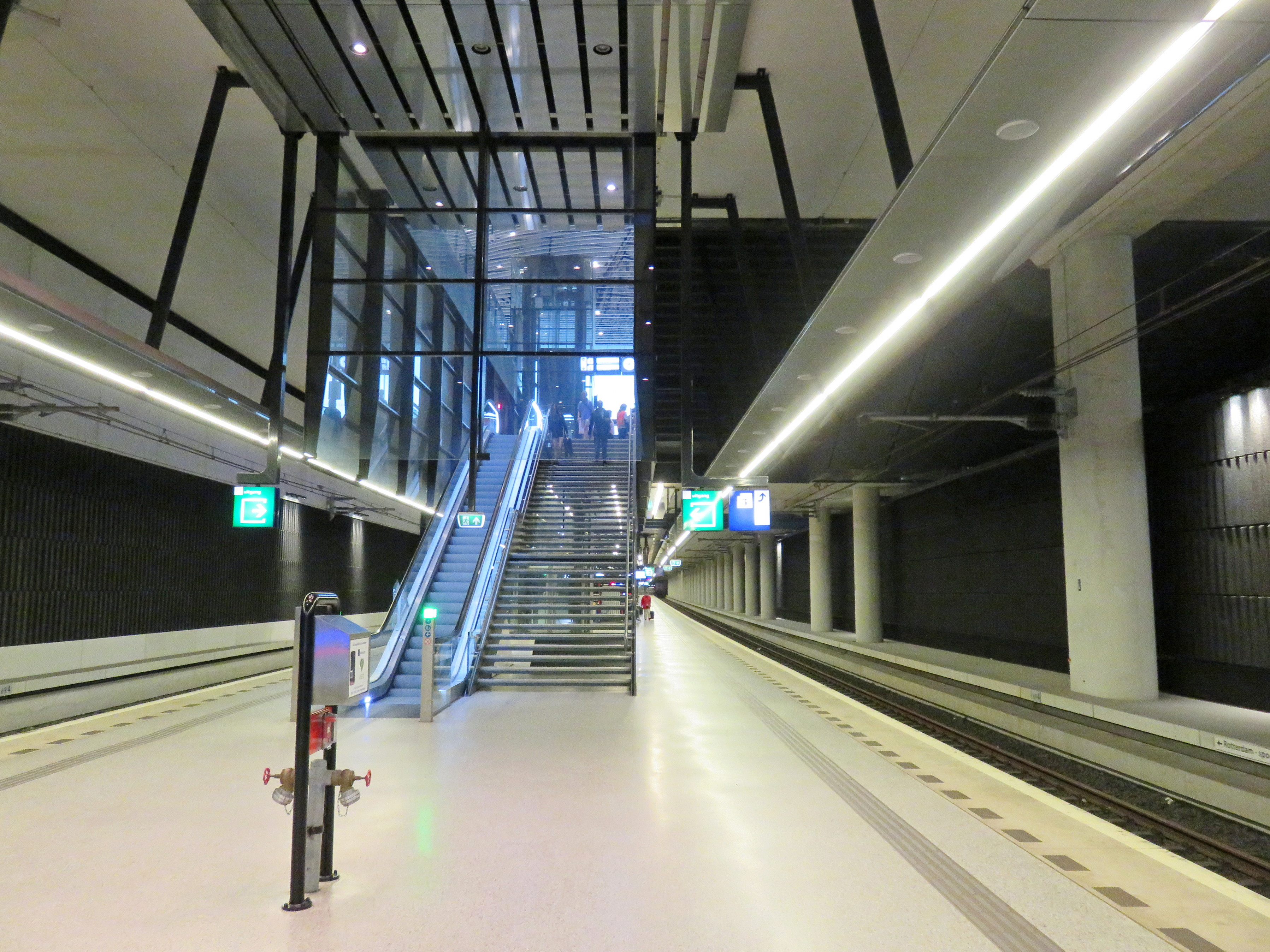
Ondergrondse perrons in de Willem van Oranjetunnel, die in 2015 zowel de A.M. Schreudersprijs als de Betonprijs won

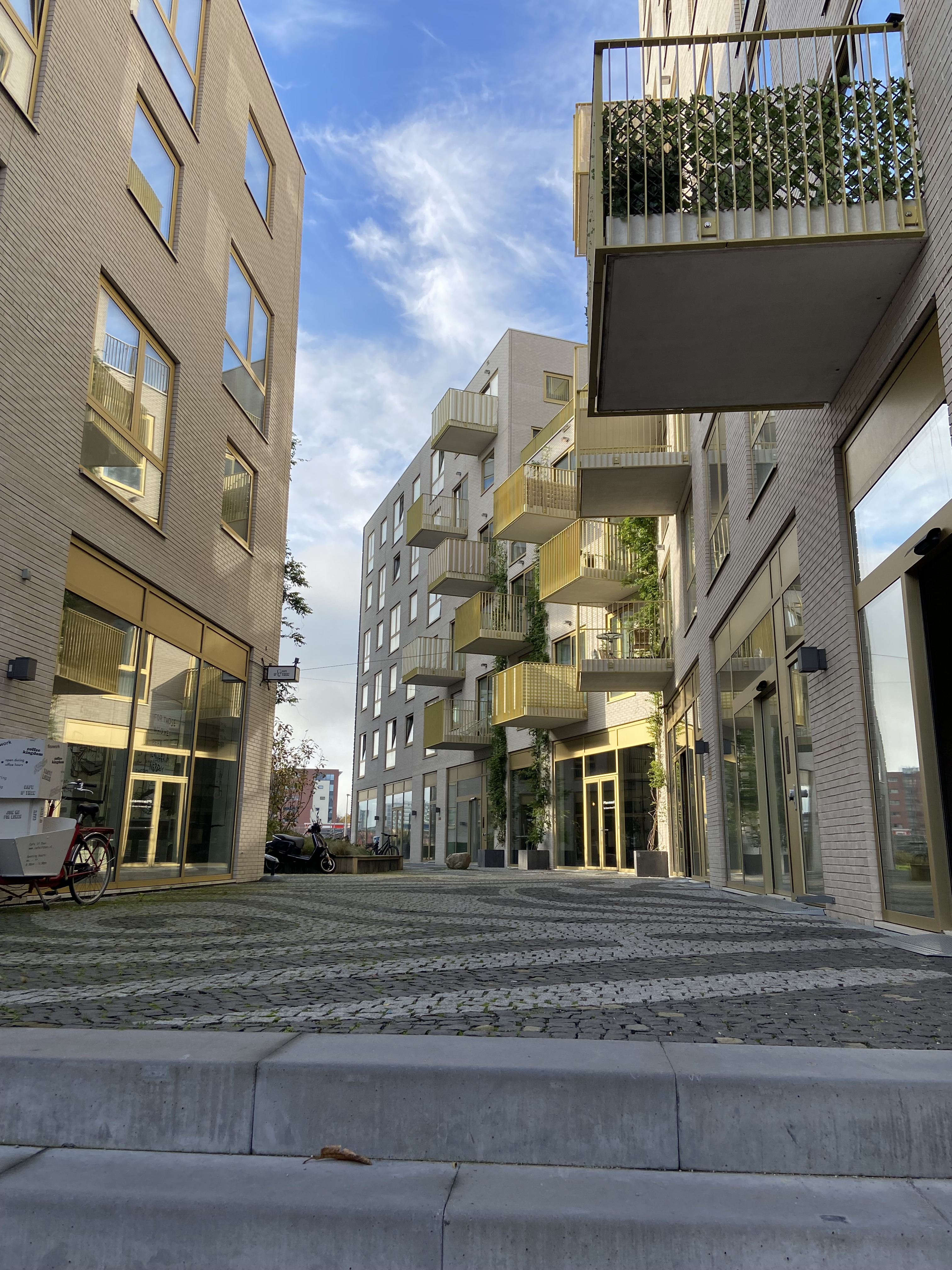
Opgang naar de binnentuin van VOLT, die in 2023 de Le Comteprijs 2022 won

Door de tijd heen werden er verschillende prijzen gewonnen, gerelateerd aan de Spoorzone en haar bebouwing:  
- In 2010 won Mecanoo de Good Green Design Award voor het ontwerp van het Stadskantoor
- In 2012 wonnen ProRail en de Combinatie CrommeLijn de Nationale Funderingsprijs, voor de manier waarop de monumentale molen De Roos opnieuw is gefundeerd.
- In 2015 wonnen de Willem van Oranjetunnel en Station Delft de Betonprijs in de categorie uitvoering.[68]
- In 2015 wonnen ProRail en Combinatie CrommeLijn de A.M. Schreudersprijs voor de Willem van Oranjetunnel, een vakprijs van het Centrum voor Ondergronds Bouwen (COB).[69]
- In 2016 won station Delft de titel van "meest gastvrije station van Nederland" in de categorie "middelgroot station", na een enquête van reizigersvereniging Rover.
- In 2023 won Barcode Architects de Le Comteprijs 2022 voor de beste verfraaiing van het Delftse stadsbeeld. De prijs werd gewonnen naar aanleiding van de binnentuin van gebouw VOLT[70]

Stedenbouwkundige Joan Busquets ontving daarnaast in 2011 de Erasmusprijs voor zijn hele oeuvre in Nederland.

## Varia
- Cabaretier Pieter Jouke schreef maandelijks een column voor de website van de gemeente Delft, maar werd in 2014 ontslagen na een kritisch stuk over de ontwikkelingen in de spoorzone.[71]
- Kinderboekenschrijver Bies van Ede publiceerde in 2011 het boek Het spook van de spoorzone, dat zich in en rond de Delftse spoortunnel afspeelt.
- In maart 2011 werd Delft toegelaten tot de G32, een netwerk van grote Nederlandse steden. Dit was niet op basis van aantal inwoners, maar omdat de stad te maken had met grootstedelijke vraagstukken, waaronder het spoorzoneproject.[72]
- De tweede tunnelbuis is onderdeel van het Programma Hoogfrequent Spoorvervoer (PHS). Zodra dat wordt uitgevoerd, wordt ook de tweede buis met twee sporen ingericht.